# Luís Alves de Lima e Silva
Luís Alves de Lima e Silva, Duque de Caxias (Vila da Estrela, 25 de agosto de 1803 – Valença, 7 de maio de 1880), apelidado de "O Pacificador" e "O Marechal de Ferro", foi um militar, político e monarquista brasileiro. Caxias seguiu uma carreira militar, assim como seu pai e tios. Lutou em 1823 contra Portugal na Independência do Brasil e depois passou três anos na Cisplatina enquanto o governo tentou resistir sem sucesso contra a secessão da província. Caxias permaneceu leal ao imperador Pedro I durante protestos em 1831, apesar de seus familiares terem abandonado o monarca. Pedro I abdicou em favor de seu filho Pedro II, a quem Caxias serviu como mestre de armas, ensinando-lhe esgrima e hipismo, finalmente tornando-se seu amigo.
A regência que governou o Brasil durante a minoridade de Pedro II enfrentou várias revoltas por todo o país. Caxias novamente ficou contra seu pai e tios, que eram simpatizantes dos rebeldes, comandando as forças lealistas de 1839 a 1845 na supressão de revoltas como a Balaiada, as Revoltas Liberais e a Revolução Farroupilha. Sob seu comando o Exército do Brasil derrotou a Confederação Argentina em 1851 na Guerra do Prata. Uma década depois, já como Marechal, ele novamente liderou as forças brasileiras para a vitória, desta vez na Guerra do Paraguai. Como recompensa foi elevado a nobre, tornando-se em sucessão barão, conde, marquês e, por fim, a única pessoa a receber um título de duque durante o reinado de Pedro II.
Caxias se tornou um membro do Partido Regressista na década de 1840, que depois se tornou o Partido Conservador. Foi eleito senador em 1846 e dez anos depois virou o Presidente do Conselho de Ministros. Ocupou o cargo novamente durante um breve período entre 1861 e 1862, porém saiu quando seu partido perdeu a maioria no parlamento. Durante as décadas seguintes, Caxias viu seu partido crescer, alcançar seu apogeu e entrar em declínio por conta de conflitos internos. Voltou à presidência do conselho pela última vez em 1875 e ficou até 1878, porém exerceu mais uma presidência figurativa. Depois de anos com a saúde piorando progressivamente, Caxias faleceu em maio de 1880.
Sua reputação foi ofuscada pela de Manuel Luís Osório, Marquês do Herval, nos anos seguintes à sua morte e, principalmente, depois da abolição da monarquia, porém com o tempo acabou crescendo. Em 13 de março de 1962 foi homologado o título de Patrono do Exército Brasileiro ao Marechal Luís Alves de Lima e Silva. — incorporando o ideal de soldado e sendo a figura mais importante de sua tradição. Historiadores consideram que ele foi o maior oficial militar da história do Brasil.

## Início de vida

### Nascimento

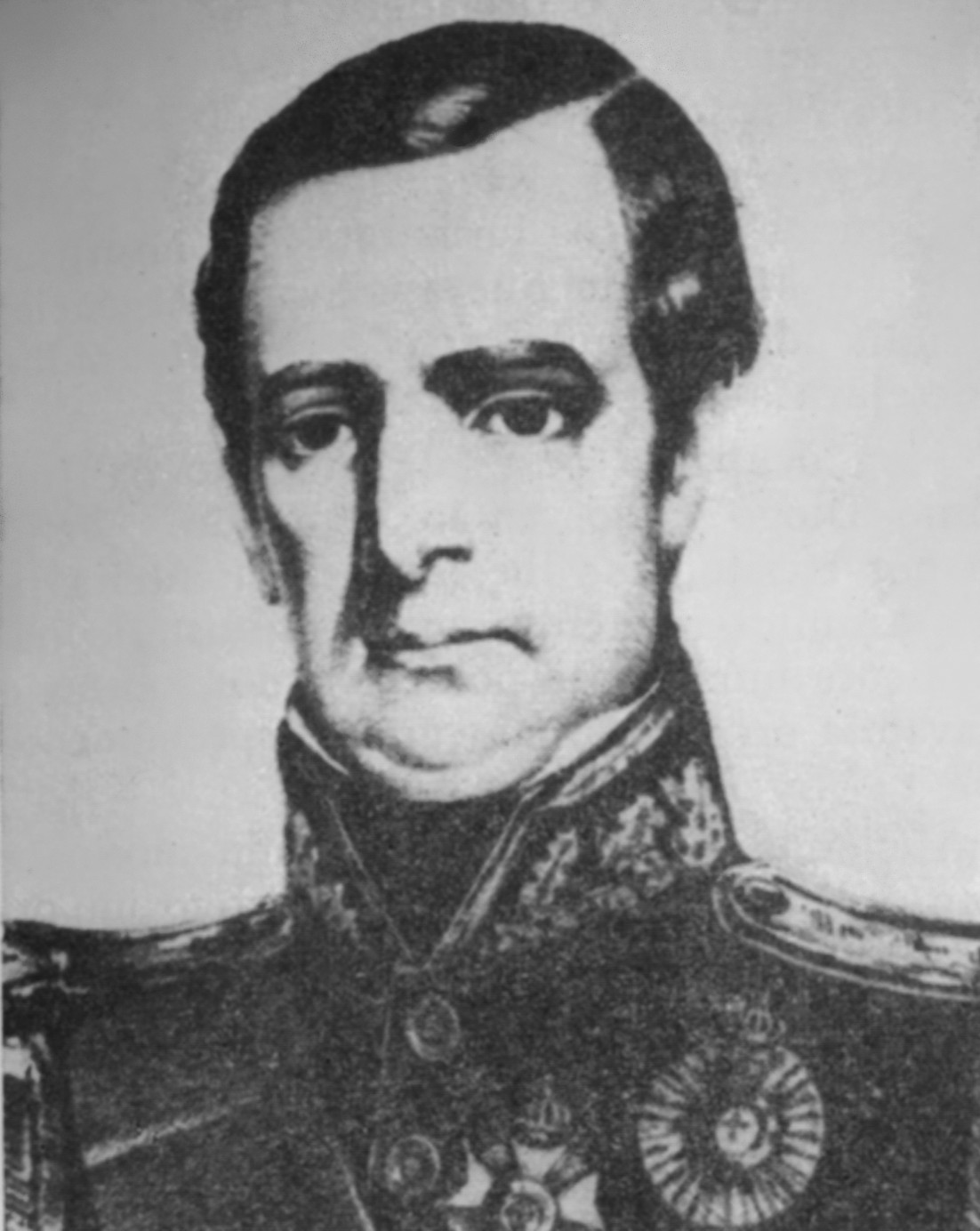
Francisco de Lima e Silva, pai de Luís Alves

Luís Alves de Lima e Silva nasceu no dia 25 de agosto de 1803 em uma fazenda chamada São Paulo (atual bairro da Taquara, em Duque de Caxias), no antigo município de Vila da Estrela na então capitania do Rio de Janeiro da colônia portuguesa do Brasil. Ele foi o segundo filho, o primeiro do sexo masculino, de um total de dez de Francisco de Lima e Silva (depois Barão de Barra Grande) e Mariana Cândido de Oliveira Belo. Seus padrinhos foram seu avô paterno José Joaquim de Lima da Silva e sua avó materna Ana Quitéria Joaquina. Luís Alves passou seus primeiros anos na fazenda São Paulo, que era propriedade de seu avô materno Luís Alves de Freitas. O jovem possivelmente começou sua educação em casa, como era comum na época. Ana Quitéria talvez tenha sido a pessoa que lhe ensinou a ler e escrever.
José Joaquim era um oficial militar português que havia imigrado para o Brasil em 1767 e se estabeleceu na cidade do Rio de Janeiro, então capital da capitania do Rio de Janeiro e do Brasil. Ele não tinha um título de nobreza, não era descendente de nobres e não tinha patronos em um ambiente em que o avanço dependia da troca de favores e ligações familiares. Ele lutou contra os espanhóis na fronteira sul do Brasil e conseguiu um lugar na classe alta carioca quando se casou com uma mulher vinda de uma família local influente.
A chegada da família real portuguesa ao Rio de Janeiro em 1808 mudou a vida da família Lima e Silva. D. João, Príncipe Regente (futuro rei D. João VI), iniciou uma série de guerras de conquista que resultaram na expansão territorial brasileira com a anexação da Cisplatina no sul e da Guiana Francesa ao norte. Por volta de 1818, os parentes de Luís Alves haviam servido nas duas guerras e tinham agora títulos de nobreza. José Joaquim se tornou membro da Ordem de Cristo e Fidalgo Cavaleiro da Casa Real. Francisco de Lima e seus irmãos também receberam altas honrarias. Em apenas duas gerações a família Lima e Silva subiu de comuns até chegar à nobreza portuguesa.
Residiu na Tijuca no Palacete localizado na Rua Conde de Bonfim por quase meio século, onde mais tarde funcionaria o Instituto La-Fayette. 

### Educação militar

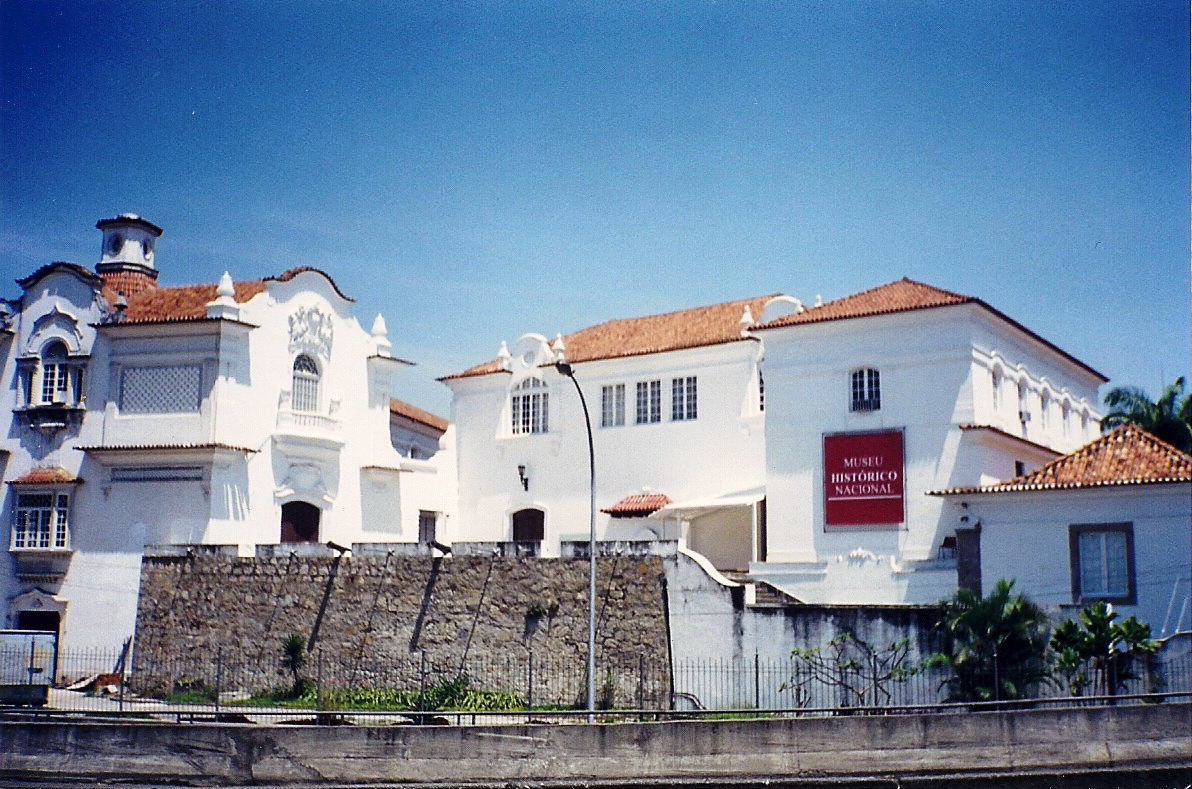
Antiga sede da Real Academia de Artilharia, Fortificação e Desenho, onde Luís Alves estudou de 1818 a 1821

Luís Alves foi alistado em 22 de maio de 1808, aos cinco anos de idade, como cadete do 1º Regimento de Infantaria do Rio de Janeiro. A historiadora Adriana Barreto de Souza explicou que isso "não significou que ele começou a servir como uma criança, a conexão com o regimento era simplesmente honorífica" por ser filho de um oficial militar. Esse regimento era informalmente conhecido como o "Regimento Lima", pois muitos membros da família serviram nele, incluindo seu pai e avô.
Luís Alves se mudou da fazenda de seus avós em 1811, junto com seus pais, e se matriculou no Seminário de São Joaquim, que em 1837 se tornou o Colégio Pedro II. Ele foi aceito em 4 de maio de 1818 na Real Academia de Artilharia, Fortificação e Desenho. Todo o curso (que durava sete anos) era mandatório para artilheiros e engenheiros, porém soldados de infantaria eram obrigados apenas a comparecer às aulas do primeiro e do quinto ano. Luís Alves teve essas aulas em 1818 e 1819. Apesar de poder pular os outros anos, ele decidiu ir para as aulas do segundo ano em 1820 e do terceiro em 1821. As matérias que estudou incluíam aritmética, álgebra, geometria, táticas, estratégias, acampamento, fortificação em campanha e reconhecimento de terreno. Luís Alves foi promovido a alferes em 12 de outubro de 1818 e a tenente em 4 de novembro de 1820.
Apesar de ser um estudante talentoso, Luís Alves foi muitas vezes repreendido por intimidar novos alunos. Com o tempo, amadureceu e passou a ser considerado por seus colegas como uma pessoa honesta e sensata. Ele tinha uma aparência ordinária, com um rosto redondo, cabelos e olhos castanhos e uma altura mediana. Suas características banais eram compensadas por seu comportamento. O historiador Thomas Whigham o descreveu como alguém que "aprendeu cedo a arte de dar ordens. Imaculado em suas vestimentas, ele era de fala mansa, educado e sem problemas no controle de si mesmo. Parecia irradiar calma, compostura e autoridade".

## Guerra e crises

### Independência do Brasil
Luís Alves deveria ter começado suas aulas do quarto ano em março de 1822. Ao invés disso ele saiu em dezembro de 1821 e se alistou no 1º Batalhão de Fuzileiros. D. Pedro, Príncipe Real e herdeiro de João VI, havia entrado em uma disputa contra Portugal que levaria à independência do Brasil em 7 de setembro de 1822. O príncipe depois foi aclamado em 12 de outubro como D. Pedro I, o primeiro imperador do Império do Brasil. As forças brasileiras e portuguesas que permaneceram leais a Portugal se recusaram a aceitar o resultado, levando a guerras travadas em vários frontes pelo país.
Pedro I criou em 18 de janeiro de 1823 o Batalhão do Imperador, uma unidade de infantaria de elite escolhida a dedo, que tinha Luís Alves como adjunto do comandante da companhia, seu tio, o coronel José Joaquim de Lima e Silva. O batalhão foi enviado em 28 de janeiro para a província da Bahia no nordeste e colocado, junto com tropas pernambucanas e baianas, sob o comando do general Pedro Labatut, mercenário francês. As forças imperiais brasileiras cercaram a capital Salvador, que era mantida pelos portugueses. Luís Alves lutou em pelo menos três ataques durante o cerco (nos dias 28 de março, 3 de maio e 3 de junho) contra posições portuguesas ao redor da cidade, todos bem-sucedidos. No confronto de 28 de março ele liderou um ataque contra uma casamata inimiga.
Oficiais graduados se amotinaram durante a campanha da Bahia contra Labatut, que foi feito prisioneiro e enviado de volta ao Rio de Janeiro. É improvável que Luís Alves tenha se envolvido, porém seu tio Joaquim de Lima quase certamente participou da conspiração e foi escolhido pelos oficiais para substituir Labatut. A campanha continuou e os portugueses se retiraram de Salvador e navegaram de volta para Portugal. Os brasileiros entraram vitoriosos na cidade em 2 de julho. O Batalhão do Imperador voltou para o Rio de Janeiro e Luís Alves foi promovido a capitão em 22 de janeiro de 1824.

### Cisplatina e abdicação
A guarnição portuguesa em Montevidéu, a capital da Cisplatina (então a província mais ao sul do Brasil), foi a última a se entregar. Os secessionistas da província se rebelaram em 1825. As Províncias Unidas do Rio da Prata (posterior Argentina) tentaram anexar a Cisplatina. O Brasil declarou guerra e assim começou a Guerra da Cisplatina. O Batalhão do Imperador foi enviado para Montevidéu, então cercada pelas forças rebeldes. Luís Alves lutou em vários confrontos durante o ano de 1827 (em 7 de fevereiro, em 5, 7 e 14 de julho, e em 5 e 7 de agosto).

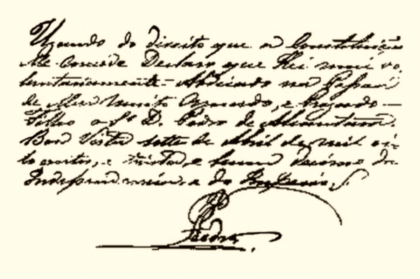
Carta de abdicação de Pedro I

A guerra ficou desastrosa no final de 1828 quando o Brasil abriu mão da Cisplatina, que se tornou o país independente do Uruguai. Luís Alves mesmo assim foi promovido a major em 2 de dezembro de 1828 e no ano seguinte foi colocado como segundo no comando do Batalhão do Imperador. Ele conheceu María Ángela Furriol González Luna durante seu tempo em Montevidéu. Não se sabe até onde a relação foi, mas talvez tenham ficado noivos. Ele voltou ao Rio de Janeiro e viu a deterioração cada vez maior da posição política de Pedro I. As cada vez maiores oposições às políticas do imperador causaram grandes protestos em 6 de abril de 1831 no Campo de Santana. A situação ficou ainda pior quando várias unidades do Exército, algumas inclusive lideradas pelo pai e tios de Luís Alves, se juntaram aos protestos.
Pedro I considerou nomear Luís Alves para comandar o Batalhão do Imperador e perguntou de que lado ele estava. De acordo com Francisco Doratioto, ele respondeu que "entre o amor por seu pai e seu dever com a coroa, ficaria com a segunda". O imperador ficou grato pela lealdade, porém insistiu para que Luís Alves levasse o batalhão para o Campo de Santana junto aos rebeldes, preferindo a abdicação ao derramamento de sangue. Décadas depois, ele disse ao senado que "Eu marchei junto com o Batalhão do Imperador para o Campo de Santana por devoção à ordens competentes. Eu não era um revolucionário. Eu estimava a abdicação. Julguei que ela seria vantajosa para o Brasil, mas eu não concordo direta ou indiretamente com ela".

### Período instável

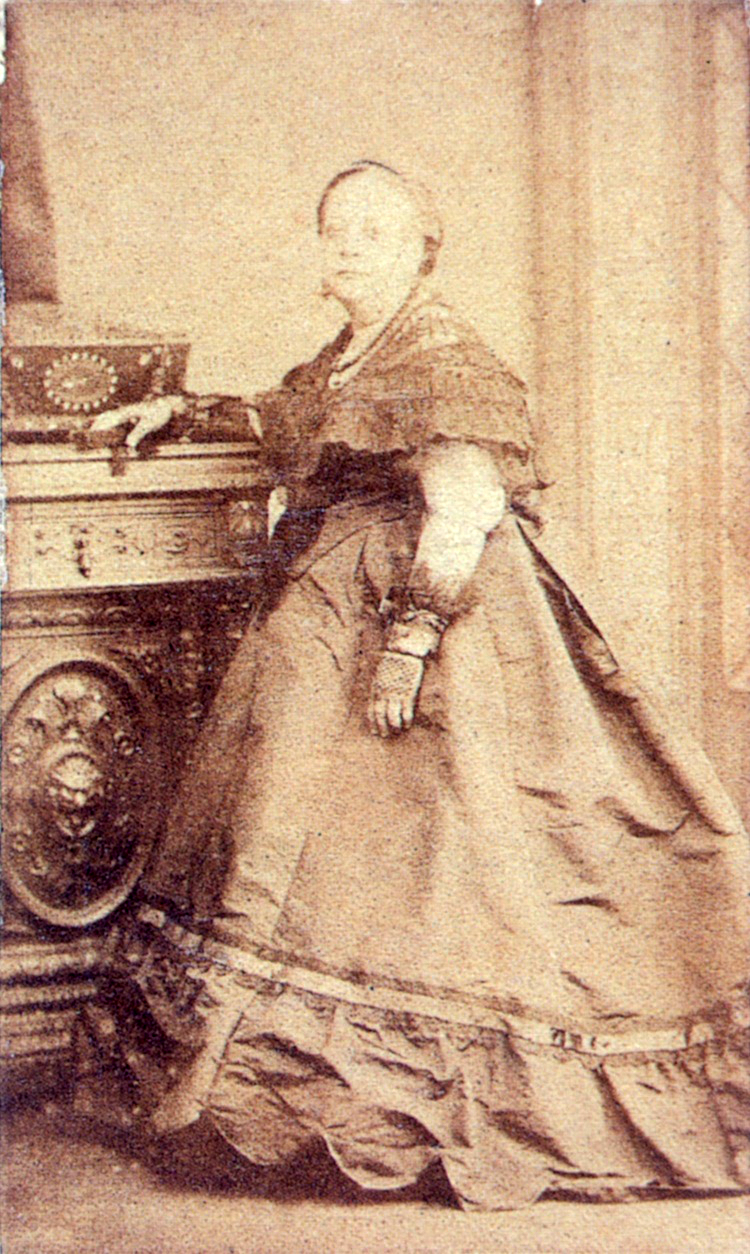
Ana Luísa de Loreto, esposa de Luís Alves

Uma regência composta por três regentes foi eleita para governar o país até que o jovem imperador D. Pedro II, então com cinco anos de idade, chegasse à maioridade e tivesse habilidade para governar sozinho. Um dos regentes escolhidos foi o pai de Luís Alves. A regência tinha pouca autoridade, resultando em nove anos de caos, período em que o país foi tomado por revoltas e tentativas de golpe por diferentes facções políticas. O exército, "desmoralizado pelo papel longe de exemplar que teve durante a Revolução de Abril [a abdicação de Pedro I]", afirmou o historiador C. H. Haring, "se tornou a ferramenta pronta de qualquer agitador popular ou demagogo, e muitas vezes era fonte de revolta e sedição". O governo reduziu drasticamente o tamanho do exército e efetivamente o substituiu pela recém-criada Guarda Nacional, uma força de milícia. Sem tropas para comandar, Luís Alves e outros oficiais se juntaram em julho de 1831 ao Batalhão de Soldados-Oficiais Voluntários. Como segundo no comando da unidade, ele suprimiu em 7 de outubro uma amotinação de oficiais da marinha liderados por Miguel de Frias e Vasconcelos na Ilha das Cobras. Foi nomeado um ano depois, em 18 de outubro de 1832, comandante do Corpo de Guardas Municipais Permanentes, atual Polícia Militar do Estado do Rio de Janeiro.
Ele se casou em 6 de janeiro de 1833, aos 29 anos, com Ana Luísa de Loreto Carneiro Viana, a irmã de dezesseis anos de um amigo oficial e membro de uma família aristocrática carioca. A mãe da noiva era contra a união, vendo Luís Alves e sua família como novos-ricos. Jornais ligados aos inimigos políticos de sua família se aproveitaram do desacordo e correram acusações sérias, porém infundadas, como por exemplo que ele havia sequestrado Ana Luísa. Apesar de tudo, o casamento foi feliz e eles tiveram três filhos: Luísa de Loreto Viana de Lima em 1833, Ana de Loreto Viana de Lima em 1836 e Luís Alves de Lima e Silva em 1847.
Luís Alves foi nomeado instrutor de esgrima e hipismo para o jovem Pedro II na segunda metade da década de 1830. Seus sentimentos de dever aproximaram os dois homens, porém também se desenvolveu uma amizade e devoção pessoal duradoura. O imperador disse muitos anos depois que considerava Luís Alves como "leal e meu amigo". De acordo com o historiador Heitor Lira, Luís Alves foi um dos amigos e monarquistas mais raros e sinceros de Pedro II e da Casa de Bragança, "ele colocou sua espada não apenas ao serviço de um Brasil unido e forte, porém também a um monarca digno e respeitado".

## Revoltas

### Balaiada

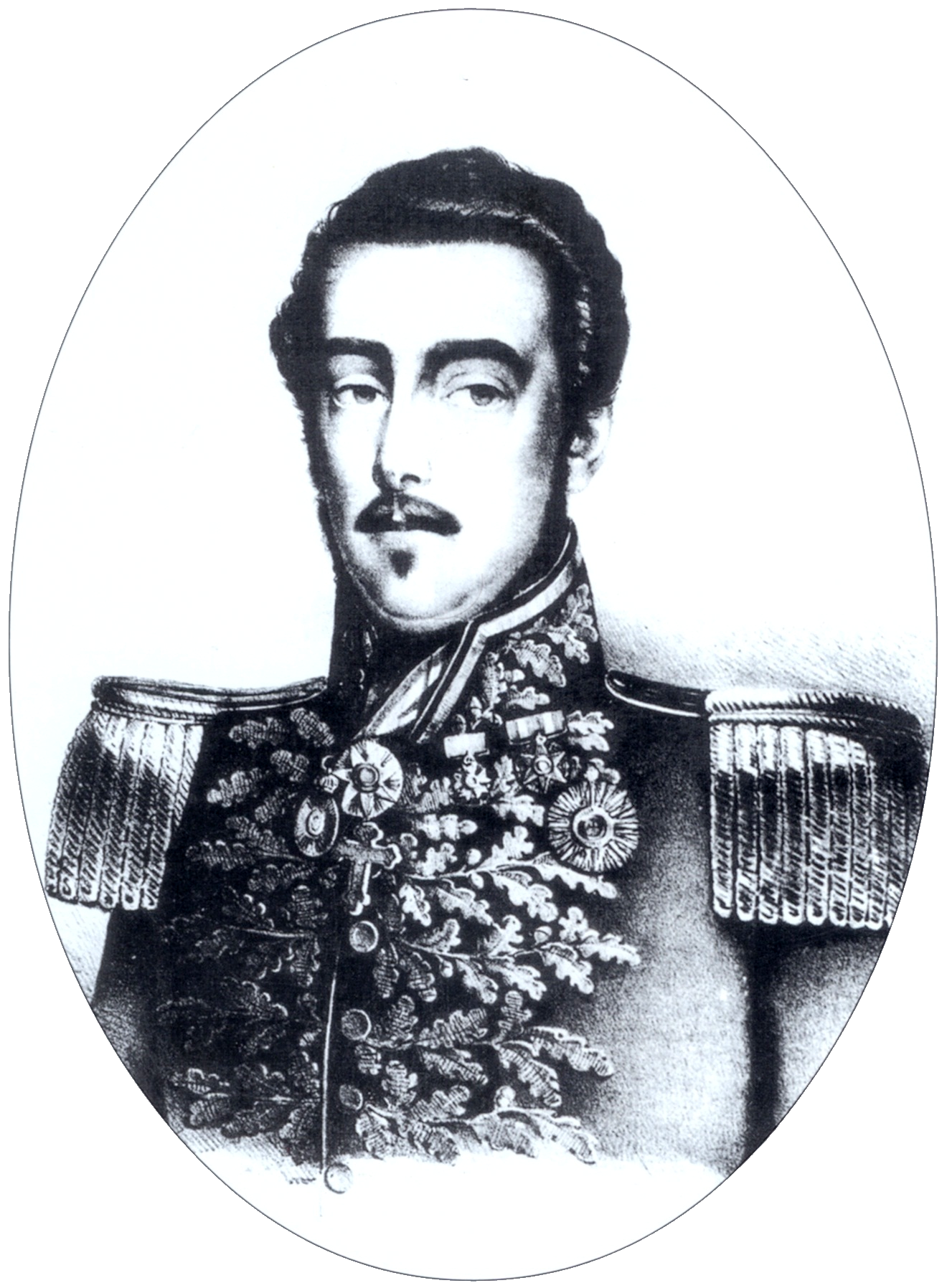
Luís Alves c. 1841

Luís Alves levou a ordem para as ruas do Rio de Janeiro como comandante do Corpo de Guardas Municipais Permanentes, usando suas próprias habilidades e a parceria com Eusébio de Queirós, chefe de polícia da cidade. Ele foi promovido em 12 de setembro de 1837 a tenente-coronel. Eusébio de Queirós era membro do Partido Regressista, que havia chegado ao poder naquele ano. Bernardo Pereira de Vasconcelos, ministro do governo e um dos principais Regressistas, tentou trazer Luís Alves para seu partido.
Ele foi promovido a coronel em 2 de dezembro de 1839 e enviado pelo gabinete Regressista para a província do Maranhão, a fim de suprimir uma revolta que ficou conhecida como Balaiada. Luís Alves foi nomeado para as posições civil e militar mais altas da província: presidente e comandante das armas, tendo assim autoridade sobre as unidades provinciais da Guarda Nacional e do exército (restaurado para sua força total pelo gabinete Regressista).
Luís Alves chegou em São Luís no dia 4 de fevereiro de 1840 e, depois de vários confrontos, derrotou os rebeldes. Por suas realizações foi promovido em 18 de julho de 1841 a brigadeiro e elevado por Pedro II para o título de Barão de Caxias. Luís Alves recebeu a rara honra de poder escolher o nome de seu título; ele decidiu celebrar sua recaptura da cidade de Caxias, a segunda cidade mais rica do Maranhão, que havia caído nas mãos dos rebeldes. Francisco de Lima escreveu ao filho contando as notícias de que o Partido Liberal estava exigindo que a maioridade do imperador fosse declarada imediatamente. Enquanto isso, Honório Hermeto Carneiro Leão (posterior Marquês do Paraná, um primo distante de Ana Luísa e líder do Partido Regressista) enviou cartas a Luís Alves tentando diminuir a influência que Francisco de Lima tinha sobre ele e dissuadi-lo de apoiar a proposta de declarar a maioridade de Pedro II.

### Revoltas Liberais

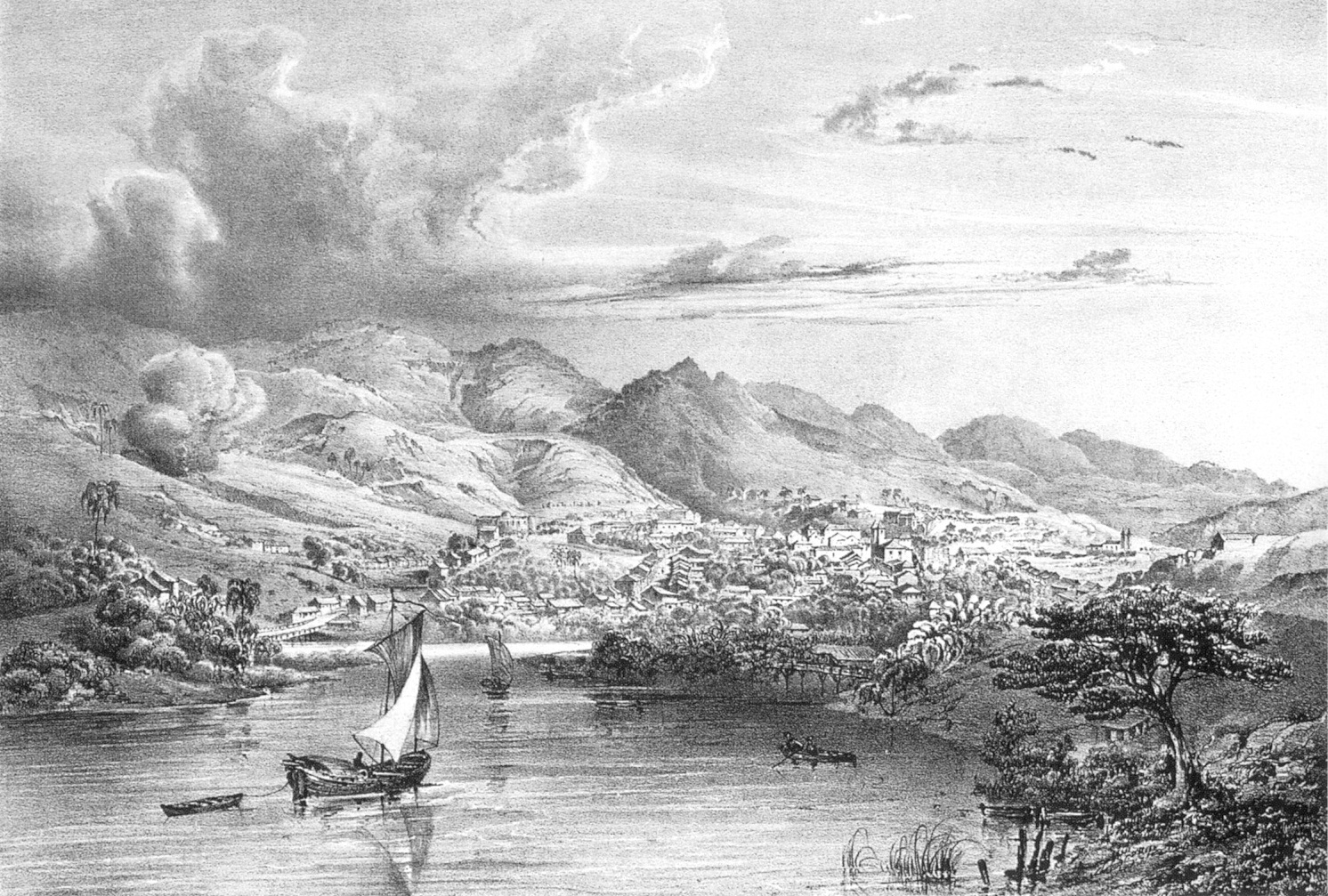
Sabará, uma das cidades que Caxias tomou durante as Revoltas Liberais. Por Rugendas c. 1845

Caxias (como Luís Alves ficou conhecido) voltou do Maranhão e logo percebeu que o clima político havia mudado. O Partido Liberal de Francisco de Lima havia conseguido em 23 de julho de 1840 a declaração prematura da maioridade do imperador, o chamado Golpe da Maioridade. Os Liberais então se rebelaram em maio de 1842 nas províncias do Rio de Janeiro, São Paulo e Minas Gerais em retaliação a Pedro II que, seguindo o conselho de seu gabinete repleto de Regressistas, havia convocado novas eleições, anulando a anterior que fora marcada por fraudes promovidas pelo Partido Liberal.
Caxias foi nomeado vice-presidente e comandante das armas da província de São Paulo, chegando em 21 de maio de 1842. Depois de derrotar os rebeldes, ele foi nomeado comandante das armas de Minas Gerais e marchou para a província. Com a ajuda das unidades da Guarda Nacional do Rio de Janeiro sob seu presidente Honório Hermeto, Caxias foi mais uma vez bem-sucedido, com a rebelião estando suprimida em agosto. Ele foi honrado pelo imperador, que o fez seu ajudante de campo em 23 de julho de 1842. Dois dias depois, foi promovido a Marechal de campo interino.
O Partido Regressista mudou seu nome para Partido da Ordem por volta de 1843 para se diferenciar dos Regressistas, que viam como Liberais "indisciplinados", com seus membros sendo chamados de saquaremas. Caxias se identificava cada vez mais com a ideologia saquarema: liberalismo, preservação da autoridade do estado e apoio a uma monarquia parlamentar representativa. Apesar de sua aproximação dos saquaremas não ter ficado clara na época em que ele aceitou a nomeação para acabar com as revoltas no Maranhão, sua vitória contra os Liberais revoltosos em 1842 solidificou sua aliança ao Partido da Ordem.

### Revolução Farroupilha

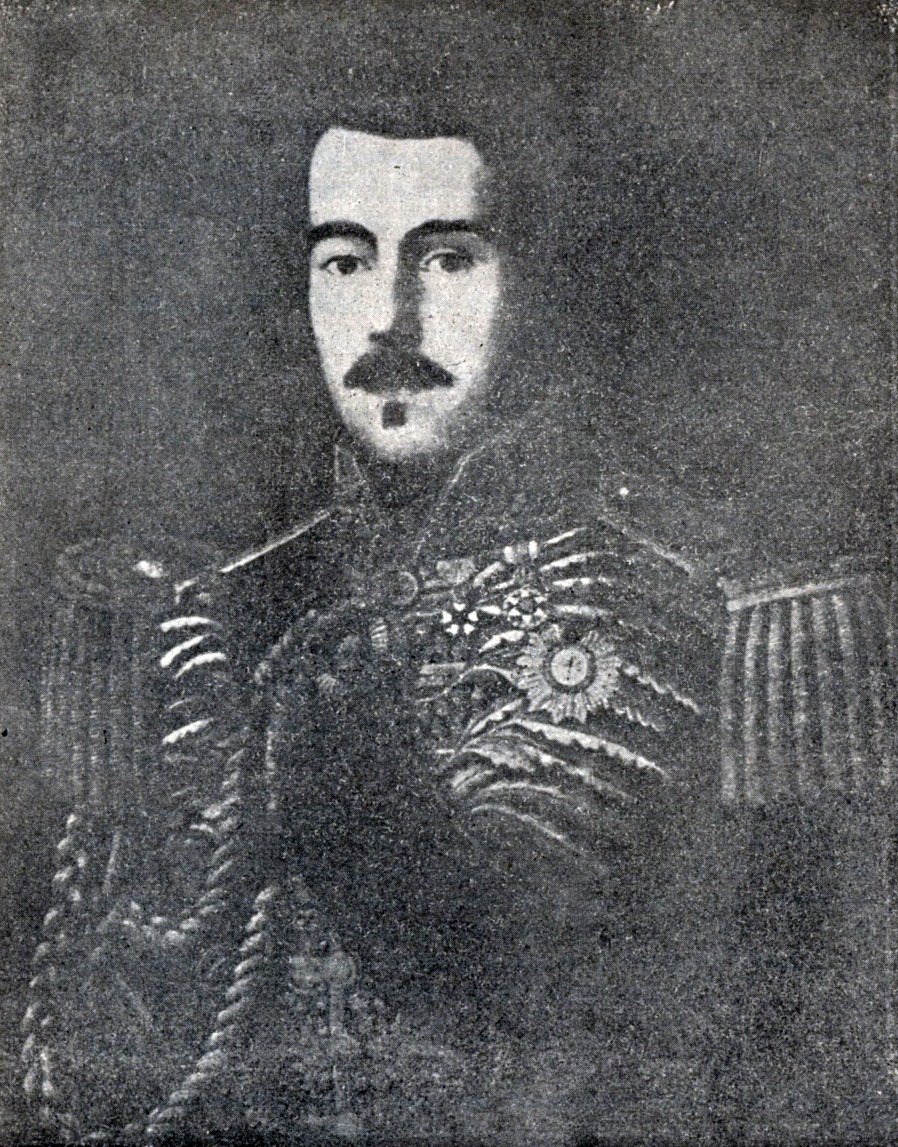
Caxias c. 1846

Uma rebelião republicana, que ficou conhecida como Revolução Farroupilha, estourou em 1835 na província de São Pedro do Rio Grande do Sul. Seu pai e possivelmente seu tio Manuel da Fonseca de Lima e Silva, o Ministro da Guerra na época, também apoiaram a revolta. Caxias foi nomeado em 28 de setembro de 1842 como presidente e comandante das armas da província. Pedro II, então com dezesseis anos, permitiu que Caxias novamente provasse que era diferente de seus parentes e lhe deu uma ordem curta e direta: "Acabe com esta revolução, assim como acabou com as outras". Ele levou consigo o saquarema e poeta Gonçalves de Magalhães (futuro Visconde do Araguaia) para servir como seu secretário, mesma função que exerceu no Maranhão.
Caxias fez uma curta viagem a São Pedro do Rio Grande do Sul em 1839 para inspecionar as tropas que combatiam os farrapos. Ao voltar em novembro de 1842, ele descobriu que os rebeldes, enfraquecidos após anos de conflito, haviam sido forçados a recorrer a táticas de guerrilha e, quando ameaçados, fugiam para o Uruguai. Assim como havia feito no Maranhão, São Paulo e Minas Gerais, Caxias colocou espiões infiltrados no inimigo para conseguir informações e fomentar discórdia. O historiador Roderick J. Barman disse que ele "demonstrou talentos militares, organizacionais e políticos essenciais para o que é hoje chamado de 'contra-insurgência'".
Honório Hermeto tornou-se chefe do gabinete no início de 1843, significando que Caxias manteria sua posição enquanto os saquaremas estivessem no poder. Entretanto, Honório Hermeto brigou com Pedro II um ano depois e os saquaremas renunciaram. Os Liberais formaram o novo governo, porém Caxias foi mantido no cargo. A guerra contra os farrapos demorou muito mais para ser suprimida que as rebeliões anteriores, porém ele finalmente conseguiu pacificar a província através de cuidadosas negociações e vitórias militares. O fim do conflito armado foi declarado em 1 de março de 1845. Ele foi feito Marechal de campo efetivo em 25 de março e elevado a conde em 2 de abril. Caxias então concorreu ao senado e ficou entre os três candidatos mais votados, sendo selecionado pelo imperador como representante do Rio Grande do Sul. Ele começou seu mandato em 11 de maio de 1846.

## Conservadorismo

### Guerra do Prata

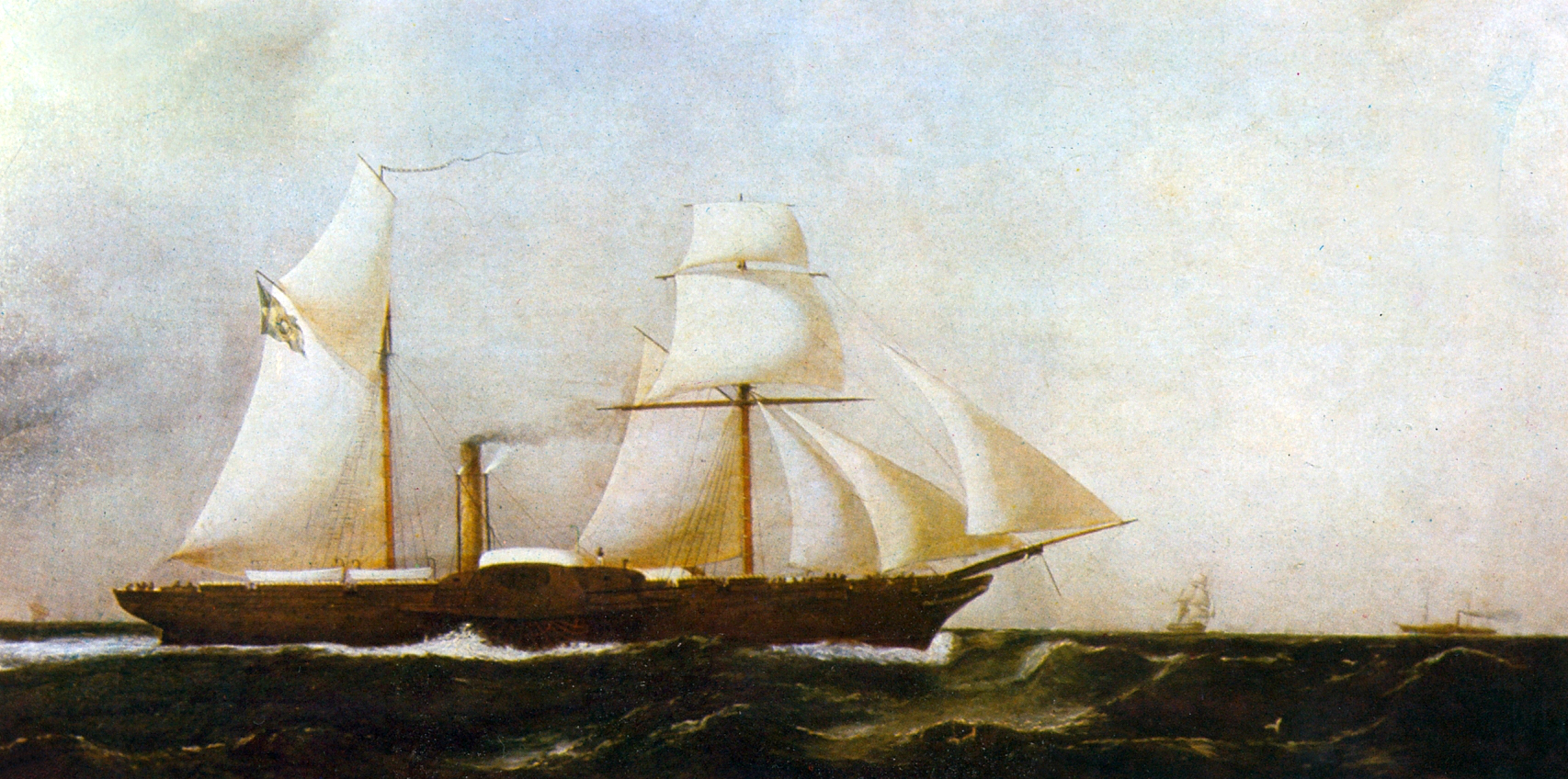
O navio a vapor Dom Afonso, a bordo do qual Caxias fez o reconhecimento da área de Buenos Aires para um ataque

O Partido da Ordem passou anos na oposição do parlamento até ser chamado em setembro de 1848 por Pedro II para formar um novo gabinete. O gabinete saquarema era composto por homens com quem Caxias tinha relações próximas, dentre eles Eusébio de Queirós, que o havia ajudado a levar a ordem para as ruas do Rio de Janeiro na década de 1830. Caxias era agora um rico fazendeiro dono de escravos, e uma parte muito importante da aristocracia que formava a espinha dorsal do Partido da Ordem. Ele havia comprado sua primeira propriedade, uma fazenda de café, em 1838 com a ajuda de sua sogra. Ele adquiriu mais terras em 1849, expandindo suas plantações. O café havia se tornado o principal produto de exportação do Brasil por causa da demanda internacional cada vez maior.
Juan Manuel de Rosas, ditador da Confederação Argentina, declarou guerra ao Brasil em 1851, iniciando a Guerra do Prata. Caxias foi nomeado comandante geral das forças terrestres brasileiras. Paulino José Soares de Sousa (posterior Visconde do Uruguai), o então Ministro das Relações Estrangeiras, forjou uma aliança anti-Rosas entre o Brasil, Uruguai e as províncias argentinas rebeldes de Corrientes e Entre Rios. Paulino Soares perguntou a Caxias quem deveria ser nomeado como o representante brasileiro entre as forças aliadas, e ele indicou Honório Hermeto. O político fora ostracizado por seus colegas partidários depois de 1844, porém era o saquarema mais próximo de Caxias.
Um exército comandado por Caxias seguiu para o Uruguai em setembro de 1851. Os aliados decidiram dividir suas forças em dois exércitos: um multinacional (ver Grande Exército Aliado de Libertação), que tinha apenas uma divisão brasileira, e outro composto totalmente de brasileiros e comandado por Caxias. Apesar das objeções de Honório Hermeto, ele escolheu Manuel Marques de Sousa (futuro Conde de Porto Alegre) para liderar a divisão dentro do primeiro exército. Caxias havia ficado amigo de Marques de Sousa, que tinha servido sob seu comando em 1839 durante a Revolução Farroupilha. A divisão de Marques de Sousa, junto com as tropas rebeldes uruguaias e argentinas, invadiu a Argentina. Na Batalha de Monte Caseros em 3 de fevereiro de 1852, os aliados derrotaram o exército liderado por Rosas, que fugiu para o Reino Unido, encerrando a guerra. Caxias havia passado o dia 17 de janeiro a bordo da fragata Dom Afonso, junto com John Pascoe Grenfell, fazendo reconhecimento da capital argentina Buenos Aires, a fim de selecionar o melhor lugar para lançar um ataque anfíbio. Seus planos foram abortados com a chegada da notícia da vitória em Monte Caseros. Como recompensa por seu papel, Caxias foi promovido a tenente-general em 3 de março e elevado a marquês em 26 de junho.

### Gabinete de Conciliação

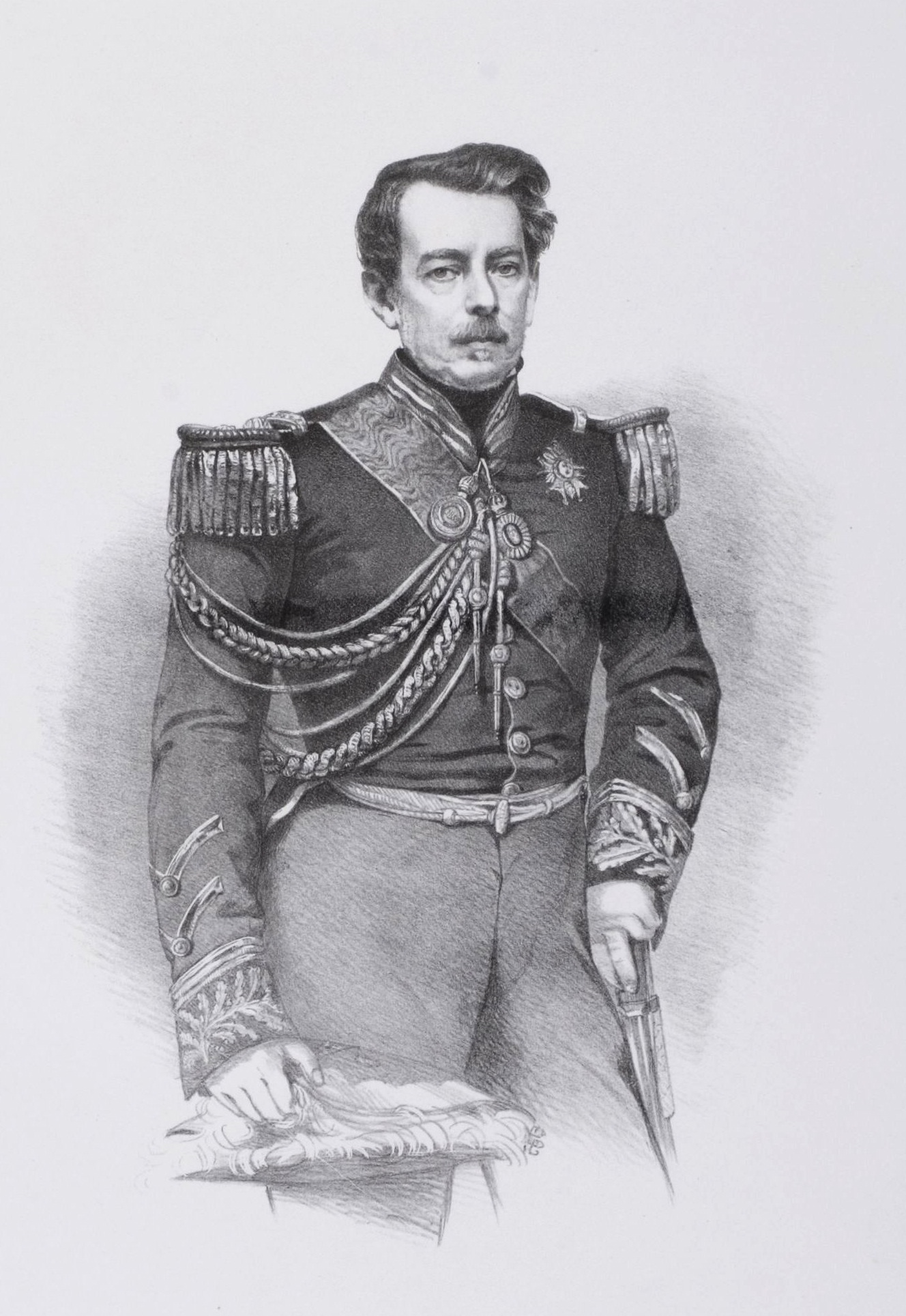
Caxias c. 1857

Seu pai morreu em dezembro de 1853. Durante anos, os dois haviam entrado em conflito e tomado posições diferentes. Caxias acabou prevalecendo, aderindo mais fortemente à inabalável lealdade que seu avô José Joaquim tinha pela coroa e pelas leis. Na época de sua morte, Francisco de Lima era um senador que havia perdido sua antiga influência e há anos não ocupava cargos importantes. Mesmo assim, pai e filho mantiveram uma relação amorosa e respeitosa até o fim, algo que pode ser visto nas poucas cartas trocadas pelos dois que sobreviveram ao tempo. Entretanto, sua relação com outros familiares era marcada pelo ressentimento, como contou a esposa anos depois: "Somos colocados em primeiro plano de nossa sociedade, causando até inveja aos seus parentes e aos meus também".
O Partido da Ordem ficou amplamente conhecido como Partido Conservador por volta de 1853. Caxias aceitou o cargo de Ministro da Guerra e se juntou ao "Gabinete de Conciliação" liderado por Honório Hermeto (agora Marquês do Paraná). Os dois se conheciam desde 1831 e formaram uma grande amizade baseada na confiança e opiniões em comum. Paraná enfrentou enorme oposição no parlamento vinda de seus próprios partidários. Afirmando que estava tentando corrigir as falhas nas eleições para que todos os partidos tivessem legítimo acesso à representação parlamentar, Paraná tentou aprovar reformas eleitorais que iriam, na prática, permitir que os gabinetes tivessem ainda mais influência para intrometerem-se nas eleições através de coerção e clientelismo. Os saquaremas compreenderam a ameaça: o próprio partido seria minado com o fortalecimento do executivo em detrimento do legislativo.
Paraná nomeou ministros que tinham pouca ou nenhuma ligação com os saquaremas para conseguir mais apoio. O próprio Caxias era um saquarema, porém de acordo com Needell, ele "era primeiro e acima de tudo um militar. Lealdade pessoal ao Império vinha antes de tudo. Assim como muitos, ele identificava essa lealdade com fidelidade para a Coroa na abstração de Dom Pedro pessoalmente". Era uma escolha que agradaria todos os lados. Caxias "não era tanto um homem político quanto um homem profundamente leal à Monarquia com a qual … ele tinha vindo a se identificar com o Partido Conservador. Dessa forma, Paraná pode ter nomeado Caxias para tranquilizar os Conservadores tradicionais, sem ameaçar a posição política mais independente que estava tomando".

### Presidente do Conselho

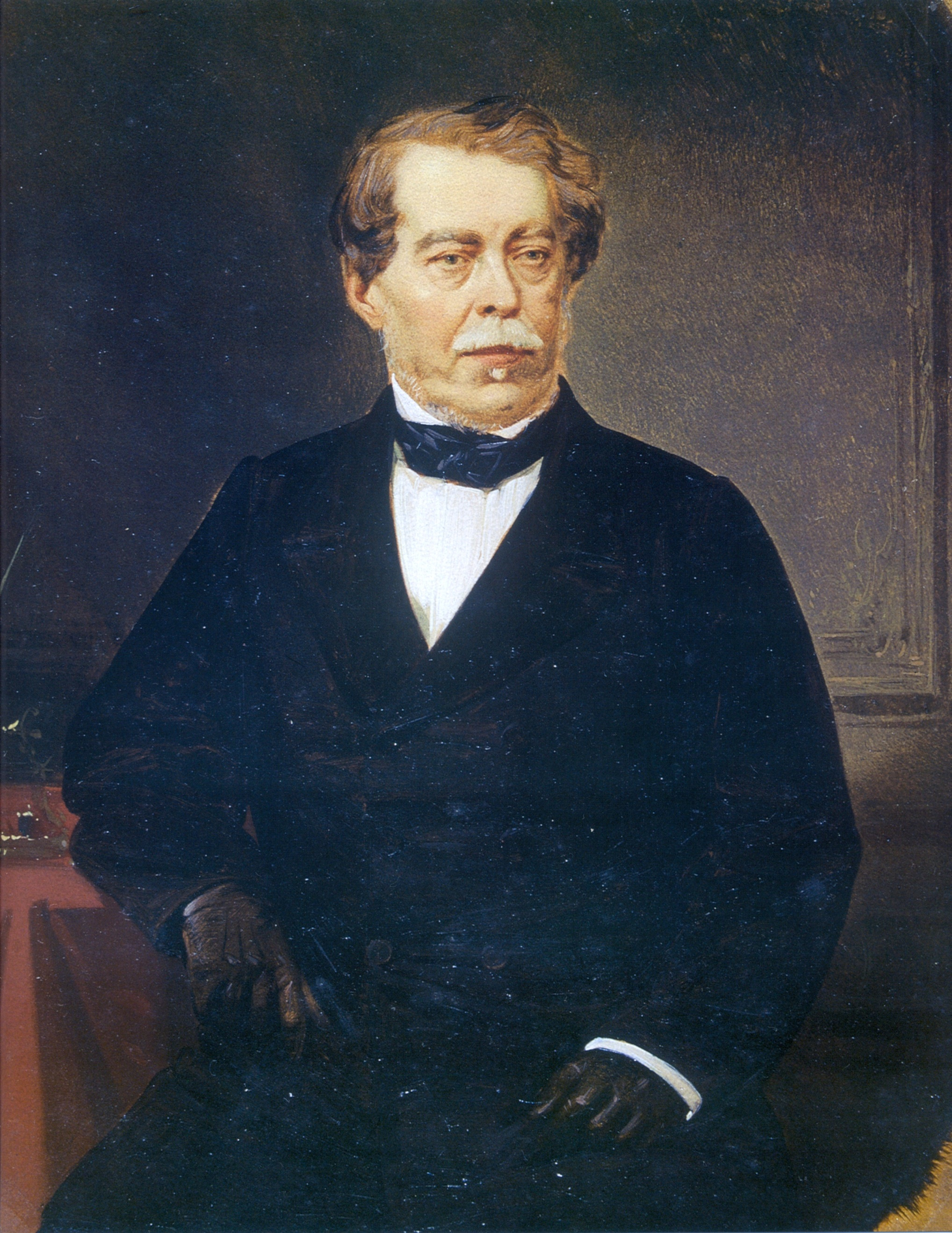
Caxias c. 1861

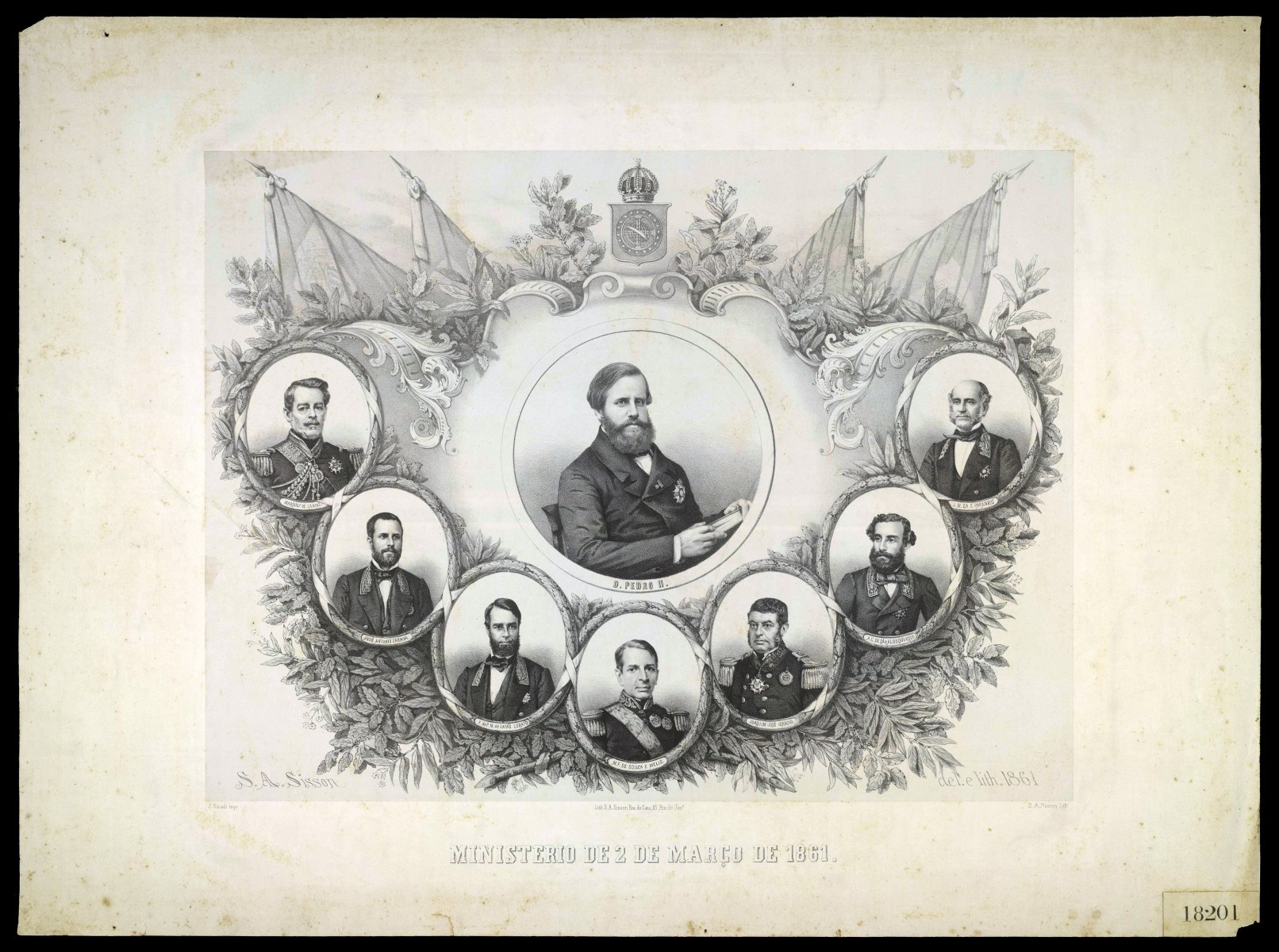
Equipe do Gabinete Caxias de 02 de março de 1861, (desenho de Sébastien Auguste Sisson).

Paraná conseguiu a aprovação da reforma eleitoral, que foi chamada de Lei dos Círculos. Como previsto, ela deu mais poderes para o Presidente do Conselho de Ministros interferir nas eleições. Entretanto, Paraná adoeceu repentinamente e morreu em 3 de setembro de 1856. Caxias o substituiu (Gabinete Caxias I), porém estava relutante em enfrentar um parlamento eleito sob a nova lei, que se reuniria pela primeira vez no ano seguinte. Ele renunciou junto com outros ministros em 4 de maio de 1857. A Lei dos Círculos e sua controvérsia acabaram dividindo o Partido Conservador: uma facção era a ala saquarema ultraconservadora (ou tradicionalista), chamada de vermelhos ou puritanos e liderada por Eusébio de Queirós, Uruguai e Joaquim José Rodrigues Torres, Visconde de Itaboraí. O segundo bloco era formado pela ala conservadora moderada, composta principalmente de políticos que deviam suas posições à reforma eleitoral.
Os Conservadores Moderados eram conservadores apenas no nome, não compartilhando a ideologia e liderança saquarema. Sucessivos gabinetes duraram pouco após 1857, incapazes de conseguir uma maioria na Câmara dos Deputados, enquanto as duas alas tentavam prejudicar a outra em uma luta por poder. Pedro II pediu a Caxias em 2 de março de 1861 que formasse um novo gabinete (Gabinete Caxias II). Dentre seus ministros estava José Maria da Silva Paranhos (posterior Visconde do Rio Branco), de quem Caxias havia ficado amigo durante a Guerra do Prata, enquanto servia como secretário de Paraná.
Caxias tentou conseguir o apoio da tradicional liderança saquarema. Entretanto, eles tentaram usá-lo como uma pessoa decorativa a fim de conseguirem seus próprios objetivos. Ele comentou com Paranhos: "Percebo o que quer dizer, a respeito do comportamento bizarro desses senhores, que não desejam governar o país, ao serem convidados a fazê-lo, por preferirem governar o governo. Estão completamente enganados sobre mim, já que eu não estou disposto a servi-los como um cavalinho de pau". Sem apoio, o gabinete de Caxias renunciou em 24 de maio de 1862, tendo também perdido a maioria na Câmara dos Deputados. O imperador então pediu para a Liga Progressista, novo partido formado por moderados Conservadores e Liberais, formar um gabinete. O único filho homem de Caxias morreu menos de um mês depois, aos catorze anos de idade, de causas desconhecidas. Houve uma pequena consolação em 2 de dezembro, quando ele foi feito Marechal de exército, a mais alta patente do Exército Brasileiro.

## Guerra do Paraguai

### Cerco de Uruguaiana

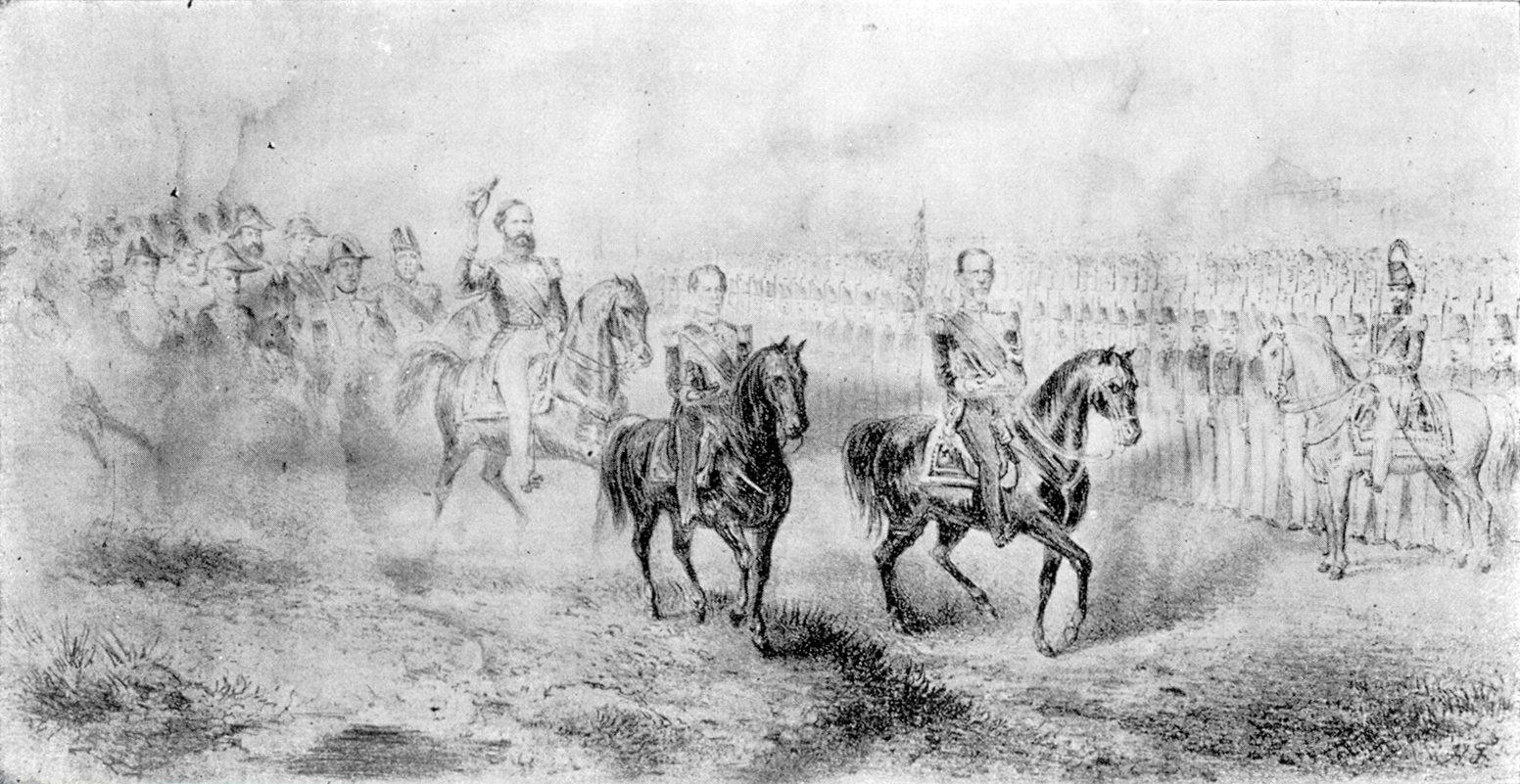
Pedro II (levantando seu chapéu) segue seus dois ajudantes de campo, um deles Caxias (centro). Essa cena provavelmente aconteceu durante o Cerco de Uruguaiana no começo da Guerra do Paraguai

Francisco Solano López, o ditador do Paraguai, aproveitou-se em dezembro de 1864 da intervenção militar do Brasil no Uruguai para estabelecer seu país como uma potência regional. O exército paraguaio invadiu a província brasileira do Mato Grosso (atual Mato Grosso do Sul), iniciando a Guerra do Paraguai. Tropas paraguaias invadiram o território argentino quatro meses depois, em preparação para um ataque contra São Pedro do Rio Grande do Sul.
A situação em São Pedro do Rio Grande do Sul estava caótica e os comandantes militares locais não conseguiam estabelecer uma resistência efetiva contra o Paraguai. Pedro II estava ciente do perigo e decidiu ir pessoalmente para o fronte, a fim de fortalecer as operações. Caxias foi junto com o imperador para a zona de combate como seu ajudante de campo. Ele havia avisado o gabinete Progressivo que o Brasil não estava preparado para intervir no Uruguai e ainda menos para resistir a uma invasão estrangeira. Seus avisos foram ignorados e Caxias reclamou, com certa ironia, com seu amigo João Maurício Wanderley, Barão de Cotegipe e antigo colega do Gabinete de Conciliação: "Estou quase furioso com os erros que vejo serem cometidos, mas já que sou um vermelho [ultraconservador ou saquarema tradicional] não sou ouvido, afinal tudo é progresso em nosso país".
A comitiva imperial chegou em julho de 1865 na cidade de Porto Alegre, capital de São Pedro do Rio Grande do Sul. De lá eles viajaram até chegarem em Uruguaiana dois meses depois. A cidade havia sido ocupada pelo exército paraguaio. Quando chegaram, Uruguaiana estava cercada por forças brasileiras, argentinas e uruguaias. Os paraguaios se renderam, permitindo que Pedro II e Caxias voltassem para o Rio de Janeiro.

### Comandante geral

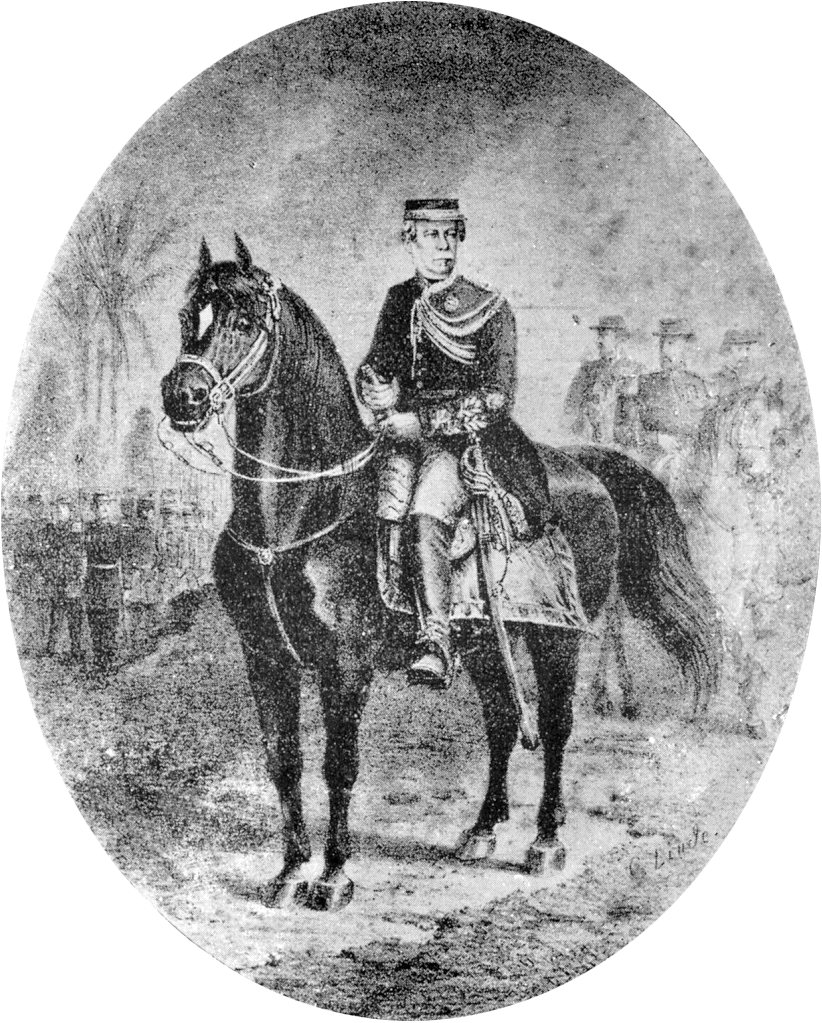
Caxias no Paraguai c. 1866

Os aliados invadiram o Paraguai em abril de 1866; apesar de sucessos iniciais, seu avanço foi bloqueado pela Fortaleza de Humaitá e outras fortificações ao longo do rio Paraguai. O gabinete Progressista decidiu criar um comando unificado para todas as forças brasileiras operando na guerra, nomeando em 10 de outubro Caxias, então com 63 anos de idade. Ele havia sido feito Marechal permanente em 13 de janeiro do mesmo ano. Ele disse à esposa que aceitou o cargo porque o conflito "era um mal que havia alcançado mais ou menos todos, do Imperador ao escravo mais desafortunado".

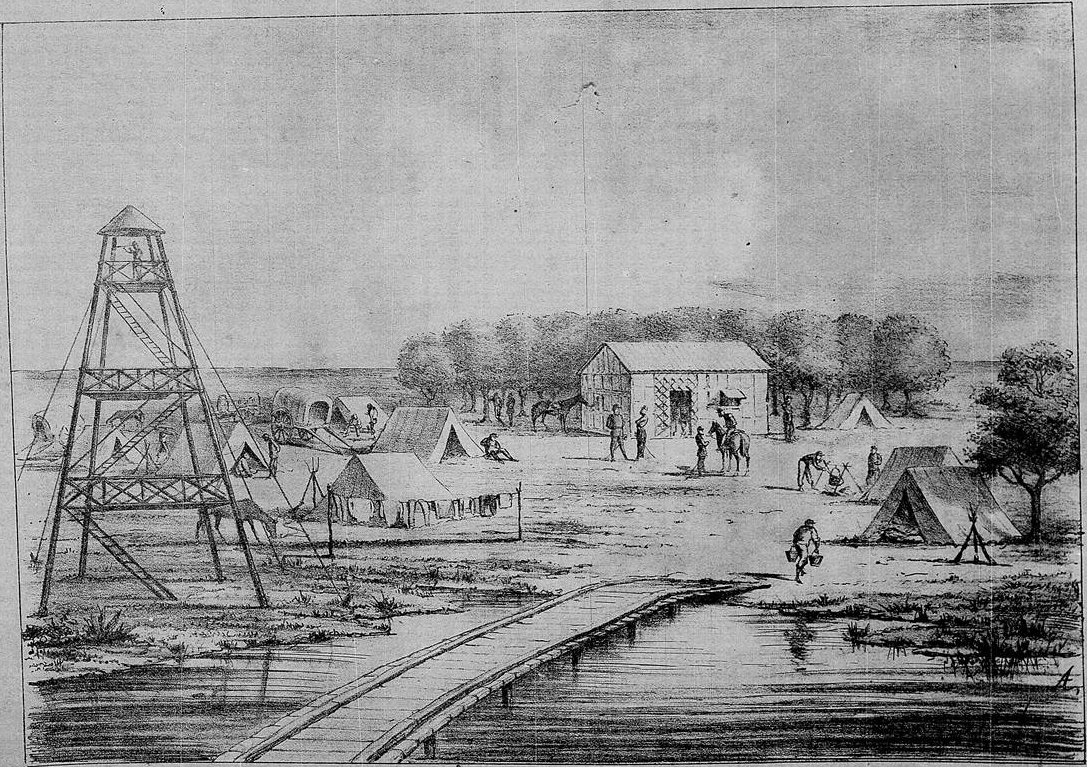
Barraca e mangrulho do então Marquês de Caxias em Parê-cuê. Por Angelo Agostini, conforme um desenho do Coronel de Engenheiros José Joaquim Rodrigues Lopes, publicado em A Vida Fluminense, 1868.

Caxias chegou ao Paraguai em 18 de novembro e assumiu o comando supremo de todas as forças terrestres e marinhas brasileiras da guerra. Sua primeira medida foi dispensar o vice-almirante Joaquim Marques Lisboa, Visconde de Tamandaré (mais tarde Marquês de Tamandaré e também um membro da Liga Progressista) e substituí-lo no comando da Marinha Brasileira pelo vice-almirante Joaquim José Inácio (posterior Visconde de Inhaúma e membro do Partido Conservador). Todas as operações foram suspensas entre outubro de 1866 e julho de 1867. Durante esse período Caxias treinou os soldados, equipou o exército com novas armas, melhorou a qualidade do corpo de oficiais e melhorou as unidades médicas junto com a higiene geral das tropas, colocando um fim nas epidemias. Alfredo d'Escragnolle Taunay (futuro Visconde de Taunay), que lutou na guerra, mais tarde lembrou que Caxias era um "chefe militar generoso, que perdoava pequenos erros, porém era implacável com aqueles que cometiam delitos graves ou, então, que traíssem sua confiança".
Quando o Exército Brasileiro ficou pronto para o combate, Caxias procurou cercar Humaitá e forçar sua captura pelo cerco. Para ajudar na operação, ele usou balões de observação para fazer o reconhecimento das linhas inimigas. A força combinada brasileira–argentina–uruguaia avançou por território hostil até chegar em Humaitá. A fortaleza foi isolada por terra em 2 de novembro de 1867. Couraçados brasileiros conseguiram subir pelo rio Paraguai sob fogo pesado, tomando o controle total do rio e isolando Humaitá por água também.

### Dezembrada

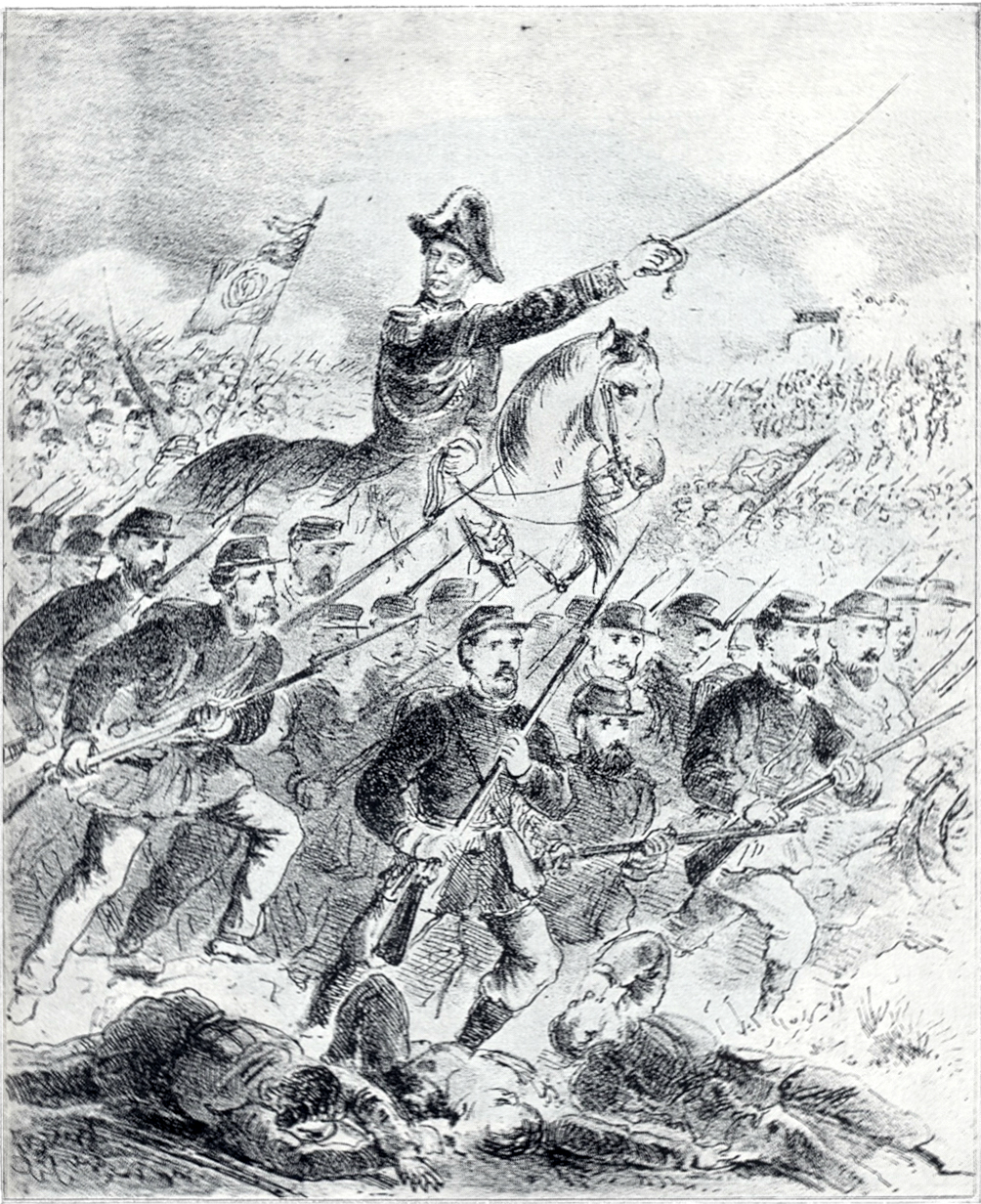
Caxias liderando as tropas

A relação entre Caxias, agora comandante geral aliado, e o governo Progressista piorou até se tornar uma crise política que levou à renúncia do gabinete. O imperador chamou os Conservadores de volta em 16 de julho de 1868, agora sob a liderança de Itaboraí, enquanto a Liga Progressista foi rebatizada como Partido Liberal. Enquanto isso, os aliados ocuparam Humaitá em 25 de julho, depois de López ter conseguido realizar uma retirada de todas as tropas paraguaias da fortaleza.
Caxias aproveitou a vantagem e começou a organizar um ataque contra as novas defesas paraguaias que López havia colocado ao longo do Piquissiri, sul da capital Assunção. O riacho oferecia uma boa posição de defesa que era apoiada pelo rio Paraguai e os pântanos da região de Chaco, ambos considerados quase intransponíveis por uma grande força. Caxias criou um caminho através de Chaco em vez de fazer um ataque frontal contra a linha de López. A estrada ficou pronta no início de dezembro e permitiu que as forças aliadas flanqueassem as linhas paraguaias e atacassem pela retaguarda. Nas sucessivas batalhas de Itororó, Avaí e Lomas Valentinas, que ficaram conhecidas como Dezembrada, as forças combinadas aniquilaram o exército paraguaio. López conseguiu escapar com alguns seguidores e as forças brasileiras tomaram Assunção em 1 de janeiro de 1869. De acordo com o historiador Ronaldo Vainfas, a "atuação [de Caxias] à frente das forças aliadas contribuiu de maneira inquestionável para o triunfo final sobre o inimigo".
Caxias precisou tomar grandes riscos para conseguir as vitórias. No confronto de Itororó em 5 de dezembro, o objetivo aliado era tomar a ponte que cruzava o rio Itororó. As várias tentativas anteriores de cruzar a ponte haviam sido repelidas pelo fogo intenso vindo das posições paraguaias. Na última tentativa, os soldados brasileiros entraram em pânico e começaram a fugir em desordem. Caxias, percebendo o desastre iminente, desembainhou sua espada e avançou a cavalo em direção à ponte junto com sua equipe. Enquanto passava pelas tropas que fugiam ele gritava "Salve sua Majestade!", "Salve o Brasil" e, finalmente, "Sigam-me os que forem brasileiros!". Sua enorme demonstração de coragem imediatamente impediu a retirada; as unidades se reagruparam e o ataque liderado pelo próprio Caxias sobrepujou as posições paraguaias. Vários homens que estavam próximos dele morreram, assim como seu cavalo.

### Consequências

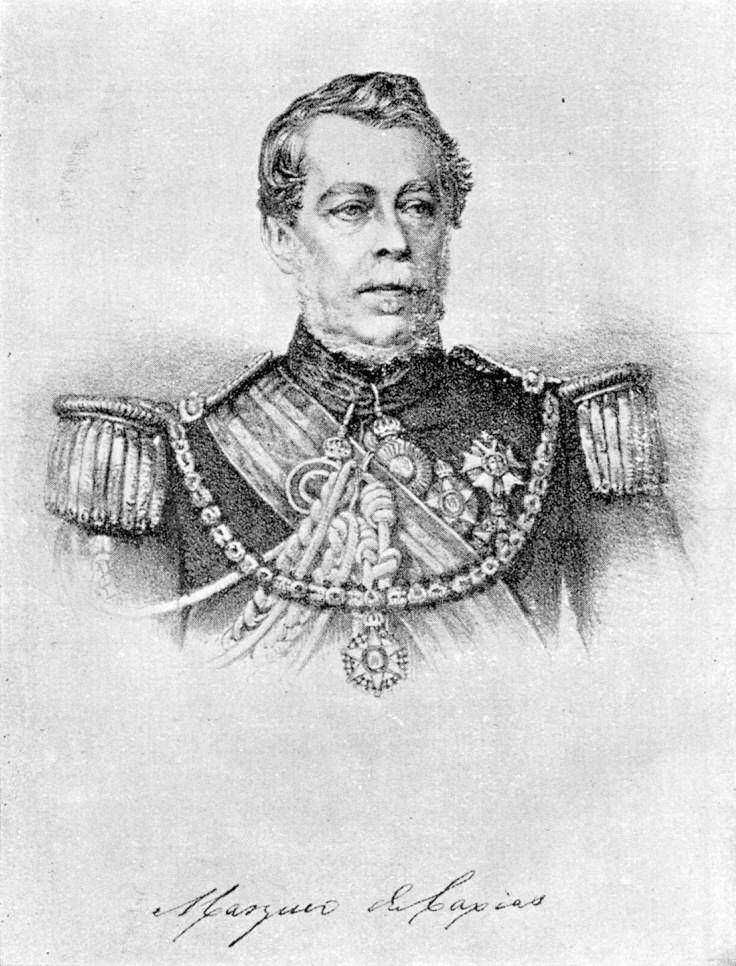
Caxias c. 1869

Caxias estava envelhecendo e também estava doente e exausto na época em que chegou a Assunção. Como não se sentia bem e à altura da tarefa de perseguir López pelo interior do Paraguai, ele pediu para ser substituído ou que recebesse uma breve licença. Seu pedido foi negado, porém mesmo assim ele nomeou um membro de sua equipe como comandante interino e partiu para o Brasil em 19 de janeiro de 1869. O imperador ficou furioso por Caxias ter deixado seu posto sem permissão, especialmente por ele ter declarado a guerra ganha, apesar de López ainda estar solto e reagrupando seus poucos recursos militares. Sua decisão ruim ameaçou seriamente as custosas realizações dos meses anteriores, mesmo que o objetivo de eliminar o ditador paraguaio ainda estivesse tentadoramente ao alcance.
Caxias chegou, sem avisar, na sua casa no Rio de Janeiro em fevereiro, surpreendendo sua esposa. Inhaúma também voltou pouco depois, porém sua saúde estava muito ruim e ele acabou morrendo em algumas semanas. Ao ouvir da morte de Inhaúma, Caxias disse: "e o mesmo teria acontecido comigo, caso não tivesse resolvido ir embora daquele inferno". Pedro II ficou muito desapontado, porém também sabia que ele era o principal responsável pelos grandes sucessos durante a guerra, realizações que vieram ao custo de anos de sacrifício e bravura pessoal. O imperador o convocou para o Palácio de São Cristóvão em 21 de fevereiro para uma reconciliação.
Um mês depois em 23 de março, o imperador lhe presenteou com a Imperial Ordem de Pedro Primeiro e o elevou ao título de duque, o mais alto da nobreza brasileira. Caxias se tornou a única pessoa a receber tal título durante os 58 anos de reinado de Pedro II. De acordo com o historiador Heitor Lira, "o título de Duque deu a Caxias prestígio incalculável. Ele ofuscou, até certo ponto, sua própria designação [Caxias], por si só gloriosa. Ele se tornou, a partir daquele ponto, o Duque. Não havia necessidade de dizer seu nome. O título era suficiente — o Duque. O Duque, no Brasil, era ele, só poderia ser ele, assim como o Duque, na Inglaterra de Jorge IV, só podia ser Wellington".
O imperador o nomeou em outubro de 1870 para o Conselho de Estado. Porém isso não impediu que Caxias fosse atacado e acusado no parlamento, incluindo que ele havia deixado seu posto sem permissão. Ele escreveu amargurado para seu amigo Manuel Luís Osório, Marquês do Herval: "Quando eu era jovem, meu amigo, eu não sabia explicar por que os mais velhos são egoístas, mas agora que estou velho, posso ver que eles são dessa maneira por causa dos desapontamentos e ingratidões que sofreram durante suas vidas. Pelo menos é o que acontece comigo".

## Últimos anos
Ver Gabinete Caxias III

### Presidência figurativa

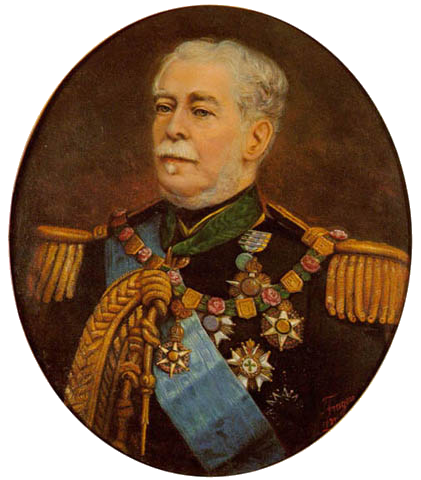
Caxias por Joaquim da Rocha Fragoso, c. 1875

Paranhos, agora o Visconde do Rio Branco, liderou o gabinete entre 1871 e 1875. Duas crises sérias surgiram que desafiavam a viabilidade da monarquia e minavam suas fundações. A primeira surgiu a partir da controvérsia sobre a Lei do Ventre Livre, que Caxias apoiou. A lei emancipava todos os filhos nascidos de uma mulher escrava depois de sua sanção. Com metade dos membros do Partido Conservador apoiando o projeto e a outra metade fazendo uma feroz oposição, uma séria divisão ocorreu internamente. Os oponentes representavam os interesses de poderosos fazendeiros de café como o próprio Caxias, pessoas que há muito eram os apoiadores econômicos, políticos e sociais do partido.
A segunda crise foi a Questão Religiosa, que se desenvolveu depois de o governo ter entrado em conflito com dois bispos que haviam ordenado a expulsão de maçons da irmandade. A disputa cresceu em proporções quando os bispos foram julgados e presos por desobedecerem às ordens do governo para voltarem atrás nas expulsões. Como o catolicismo era a religião do estado, o imperador exercia com autorização papal um grande controle sobre as questões religiosas — pagamentos de salários ao clero, nomeação de padres paroquiais, nomeação de bispos, ratificação de bulas papais e supervisão de seminários. Rio Branco e o gabinete renunciaram por causa do furor sobre a questão, "desunido e exaurido após quatro anos no poder" segundo o historiador Roderick J. Barman. Pedro II então pediu para Caxias formar um novo gabinete. O duque posteriormente deu uma grande e detalhada descrição sobre o encontro dos dois para sua filha:
| “ | Creia que quando me meti na sege para ir a S. Cristóvão, a chamado do imperador, ia firme em não aceitar; mas ele, assim que me viu me abraçou e me disse que não largava sem que eu lhe dissesse que aceitava o cargo de ministro e que se me negasse a fazer-lhe esse serviço, que ele chamava os liberais e que havia de dizer a todos que eu era o responsável pelas consequências que daí resultassem, mas disse tudo isso, tendo-me preso com os seus braços. Ponderei-lhe minhas circunstâncias, a minha idade, e incapacidade, a nada se deu. Para me poder livrar dele, precisei empurrá-lo, e isso eu não devia fazer; abaixei a cabeça e disse que fizesse o que quisesse, pois eu tinha consciência que ele se havia de arrepender, porque eu não seria ministro por muito tempo, porque morreria de trabalho e desgostos; mas a nada atendeu, e disse-me que só fizesse o que pudesse, mas que não o abandonasse, porque então ele também abandonaria e se iria embora! | ” |

Caxias estava na época com 72 anos de idade, tinha ficado viúvo no ano anterior, e sua saúde estava piorando cada vez mais, assim podendo apenas servir como presidente figurativo para o novo governo formado em 25 de junho de 1875. Foi Cotegipe quem realmente exerceu a presidência do conselho. O gabinete Caxias–Cotegipe tentou dissipar a discórdia criada pelo governo anterior. Suas medidas incluíram auxílio financeiro aos fazendeiros de café, anistia para os bispos condenados e a seleção de novos ministros e a convocação de uma nova eleição para satisfazer os Conservadores pró-escravidão. Caxias, que era maçom mas também um católico fervoroso, ameaçou renunciar se o imperador não emitisse a anistia, o que ele fez de má vontade em setembro de 1875.

### Morte

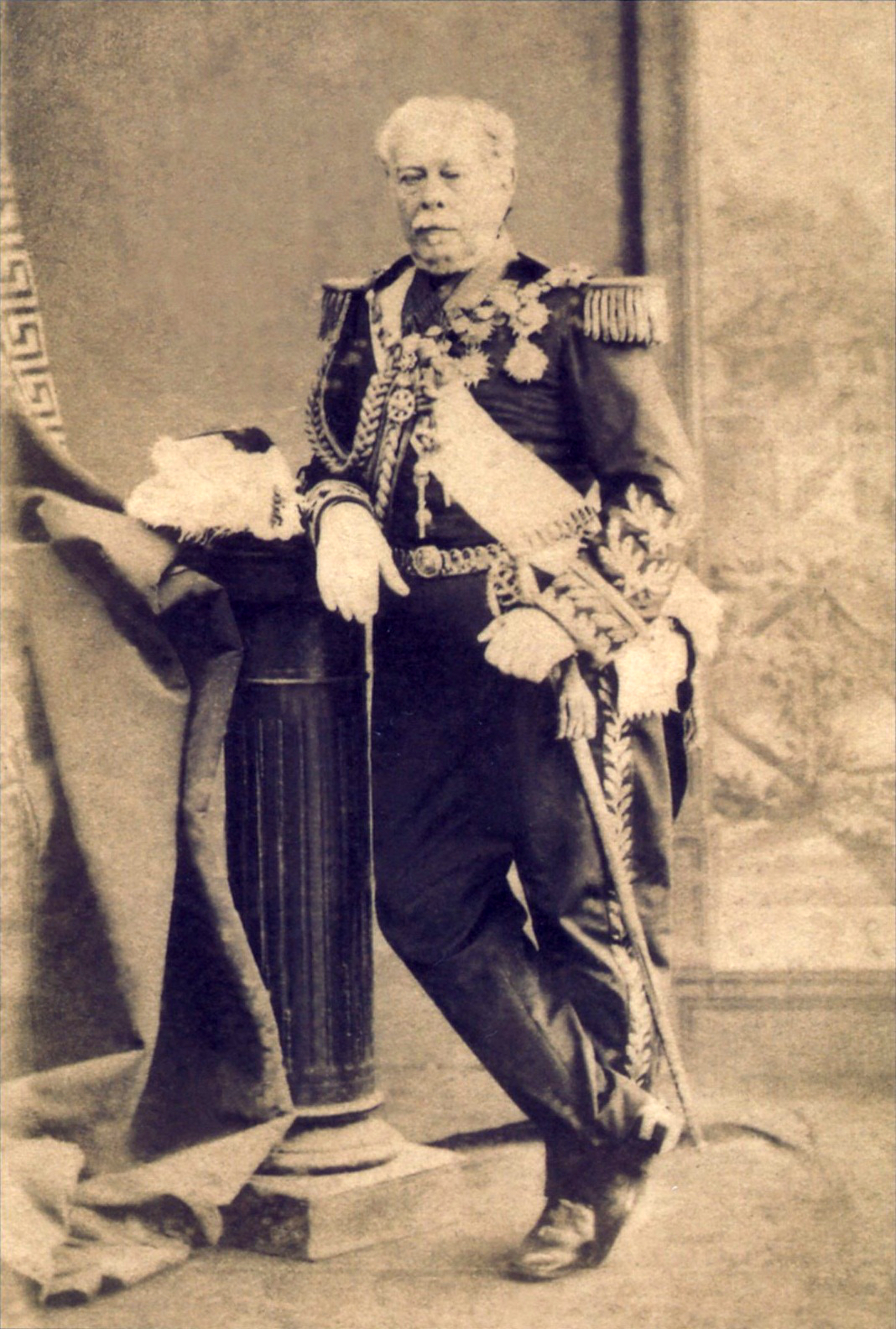
Caxias c. 1877

Pedro II visitou Caxias no final de 1877 e os dois concordaram que o segundo não podia mais ficar no cargo. Todo o gabinete renunciou em 1 de janeiro de 1878. Seus problemas de saúde tinham ficado tão sérios que desde o início de 1876 era pedido para ele renunciar. Caxias não se importava pelas preocupações com sua saúde, porém sentia-se cada vez mais alienado. Ele pensava que não conseguiria mais ter um papel relevante na política. Ele pertencia a uma geração antiga que via o imperador (e consequentemente a monarquia) como essencial para manter a nação unida.
Os políticos mais jovens que haviam começado a dominar o governo não tinham memórias da época anterior a Pedro II assumir o governo na década de 1840. Diferentemente de seus predecessores, eles não tinham vivido a regência e os primeiros anos do reinado do imperador, quando perigos internos e externos ameaçavam a existência do Brasil; eles conheciam apenas a prosperidade e uma administração relativamente estável. Os políticos jovens não viam motivo para manter e defender um cargo imperial como força unificadora e benéfica para a nação. Os tempos estavam mudando rapidamente e Caxias estava ciente da situação. Ele ficou cada vez mais nostálgico sobre o passado e o tempo que passou com seus já falecidos colegas do Partido Conservador, tendo uma visão pessimista do futuro da política. Quando morreu Itaboraí em 1872, um dos últimos líderes Conservadores que haviam começado sua carreira na década de 1830, Caxias escreveu a um amigo: "Quem irá substituí-lo? Eu não sei, não posso ver … O vácuo por ele deixado não pode ser preenchido, assim como o de Eusébio, Paraná, Uruguai, Manuel Felizardo e muitos outros que nos ajudaram a sustentar esta pequena igreja [a monarquia, sua 'segunda fé'], que ruiu ou quase ruiu em 7 de abril de 1831".
Caxias ficou confinado em uma cadeira de rodas, enquanto sua saúde piorava cada vez mais, vivendo seus últimos dias na fazenda Santa Mônica, perto da cidade de Valença, interior da província do Rio de Janeiro. Ele morreu às 23h do dia 7 de maio de 1880, cercado por familiares. Pedro II o havia visitado várias vezes durante esse tempo e ficou muito entristecido, comentando sobre seu "amigo de quase meio século" que ele havia "conhecido e estimado desde 1832. Ele tinha 76 anos, quase 77. E assim ficamos neste mundo". Caxias pediu um funeral simples, sem pompa, sem honras, sem pessoas e apenas seis soldados de boa conduta para carregarem seu caixão. Seu último desejo não foi totalmente respeitado: Pedro II enviou uma carruagem usada apenas nos funerais da família imperial, seguida de dezesseis membros da criadagem imperial e treze soldados de boa conduta para carregarem o caixão. Uma grande procissão foi seguida por um funeral com a presença do imperador. Seu corpo foi enterrado junto com o de sua esposa no Cemitério de São Francisco de Paula, na cidade do Rio de Janeiro.

## Legado

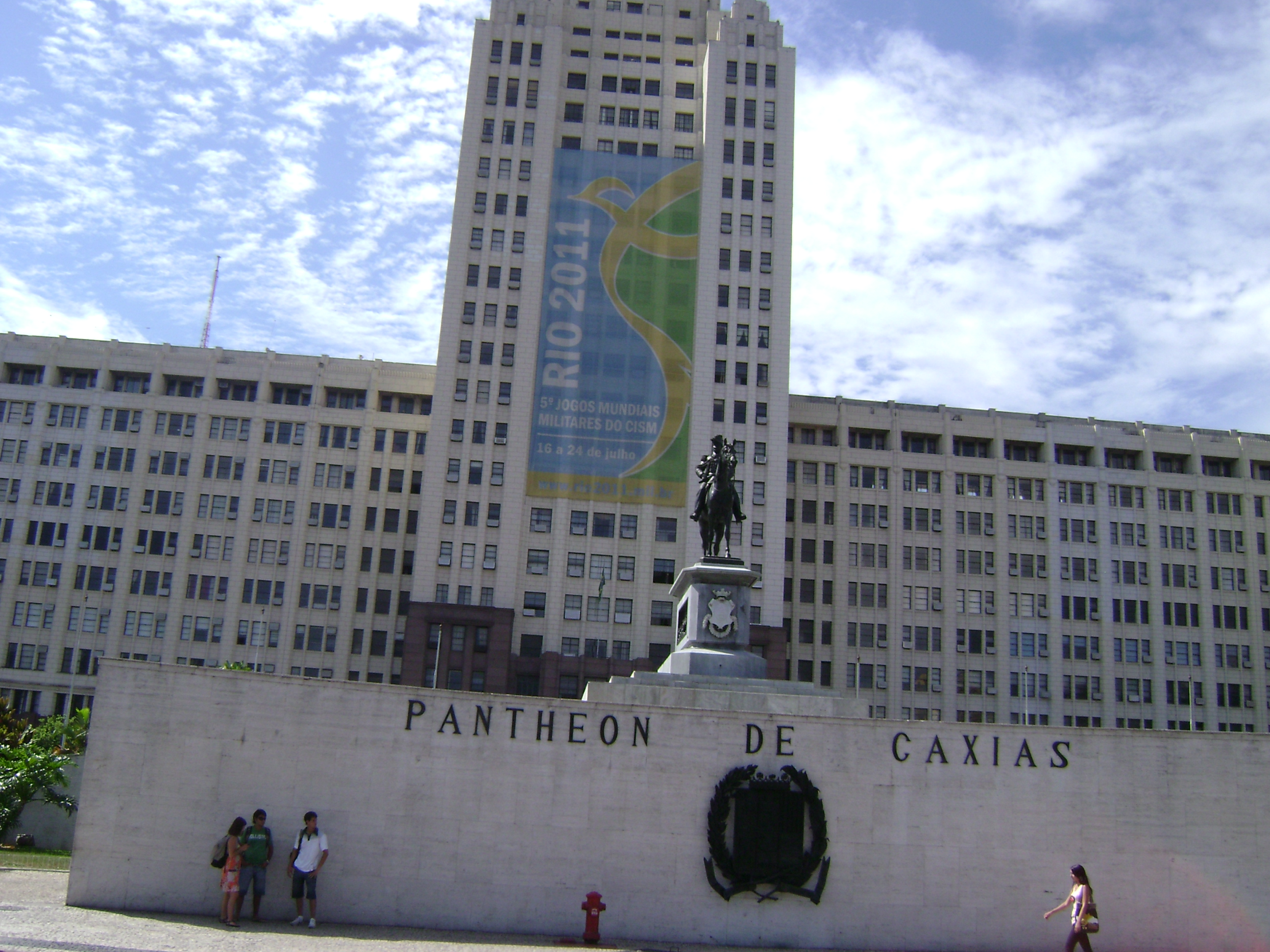
Pantheon de Caxias, em frente ao Palácio Duque de Caxias (Rio de Janeiro - RJ).

Caxias só começou a ser considerado como a principal figura militar da história brasileira por volta da década de 1920. Depois de sua morte a honra tinha ficado com Manuel Luís Osório, Marquês do Herval. Caxias era considerado uma figura menor quando comparada a Herval. Sua reputação cresceu lentamente e em 1923 o Ministério do Exército criou uma celebração anual em sua homenagem. Seu nascimento se tornou oficialmente em 1925 o "Dia do Soldado", sendo comemorado por todo o Exército Brasileiro. Seus restos, junto com os de sua esposa, foram exumados em 25 de agosto de 1949 e reenterrados no Panteão Duque de Caxias no Rio de Janeiro. Ele se tornou em 13 de março de 1962 o Patrono do Exército, transformando-se na figura mais importante da tradição militar brasileira. De acordo com Adriana Barreto de Souza, Francisco Doratioto e Celso Castro, Caxias suplantou Herval por ser visto como um oficial leal e obediente que poderia servir como modelo para uma república brasileira tomada desde seu nascimento em 1889 por insubordinações, revoltas e golpes. "Seu nome", disse o historiador Thomas Whigham, "se tornou sinônimo de um oficial e cidadão correto que nunca infringe a lei — assim vem o termo popular caxias, que se refere a indivíduos que seguem as normas sem desconfiança, dúvida ou evasão".

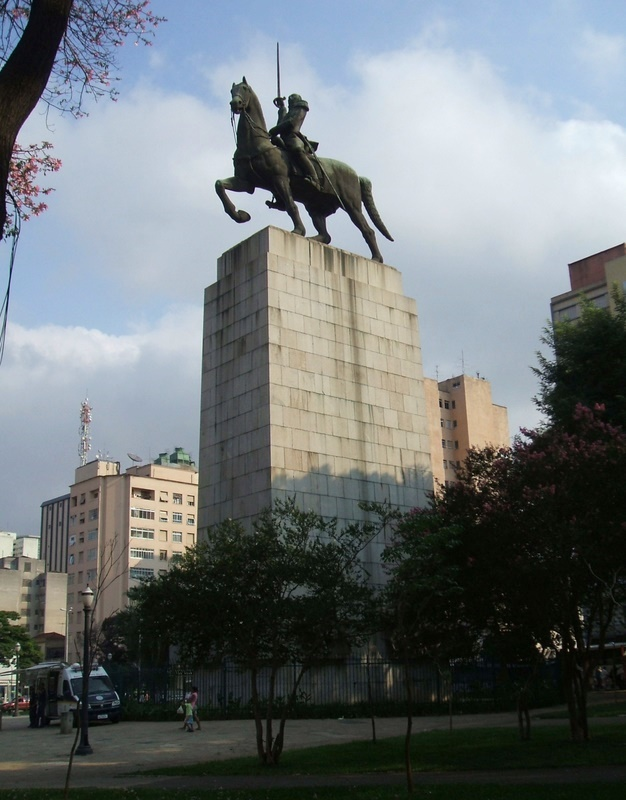
Monumento a Caxias em São Paulo, erguido por Victor Brecheret

A historiografia é frequentemente positiva em relação a Caxias e vários historiadores o colocam como o maior oficial militar da história do Brasil. Para o historiador Nelson Werneck Sodré, ele foi "não apenas o maior comandante militar de seu continente em seu tempo, mas [também] um grande político". Entretanto, para ele o personagem histórico de Caxias sofre as mesmas deficiências que Pedro II: ambos sempre foram representados como homens irrepreensíveis. Apesar de não serem indignos, para o historiador a faceta humana de ambas as figuras foi perdida durante o tempo e deram lugar a "esta figura preta e branca, modelo de virtudes individuais". Doratioto escreveu que Caxias "no Paraguai teve dúvidas, orgulho, ressentimento e cometeu erros; em suma, ele foi um personagem real … Caxias, entretanto, foi capaz de superar suas limitações, impor em si mesmo grandes sacrifícios pessoais e incorporar a responsabilidade de alcançar o objetivo … Nesse contexto, Caxias foi, certamente, um herói; ele carregava consigo, é verdade, os preconceitos sociais e políticos de seu tempo, mas ninguém pode exigir do passado a observação dos valores do presente".
Roderick J. Barman afirmou que Caxias não era apenas "extremamente poderoso dentro do Partido Conservador", mas também o "soldado mais bem-sucedido" e "mais distinto do país", que "provou sua capacidade e sua lealdade ao derrotar revoltas contra o regime". C. H. Haring disse que ele foi "um brilhante oficial militar", também "a figura militar mais famosa do Brasil" e um homem "que era genuinamente leal ao trono". Para Whigham, Caxias estava "destinado a ocupar um lugar sublime na mitologia nacional do Brasil. Ele frequentemente tinha de atuar tanto como estadista quanto como militar" e foi "astutamente competente nos dois papéis". Hélio Viana considerou Caxias como "o maior soldado do Brasil", uma visão compartilhada por Eugênio Vilhena de Morais, Pedro Calmon, Otávio Tarquínio de Sousa, Antônio da Rocha Almeida e Gustavo Barroso.

## Títulos e honras

### Nobreza
- 18 de julho de 1841: Barão de Caxias[122]
- 25 de março de 1845: Conde de Caxias[13]
- 26 de junho de 1852: Marquês de Caxias[249]
- 23 de março de 1869: Duque de Caxias[154][250]

### Honras
- Grã-Cruz da Imperial Ordem do Cruzeiro do Sul[251]
- Grã-Cruz da Imperial Ordem da Rosa[251]
- Grã-Cruz da Imperial Ordem de Pedro I[251]
- Grã-Cruz da Imperial Ordem de São Bento de Avis[251]
- Grã-Cruz da Ordem de Nossa Senhora da Conceição de Vila Viçosa[251]

### Honras militares
- Medalha da Guerra de Independência[251]
- Medalha do Exército do Estado Oriental do Uruguai[251]
- Medalha comemorativa da rendição da divisão do exército do Paraguai que ocupou o vilarejo de Uruguaiana[251]
- Medalha de Bravura[251]
- Medalha entregue para militares, armada e civis pelas operações na Guerra do Paraguai[251]

### Outros
- Membro do Conselho de Estado[251]
- Membro do Instituto Histórico e Geográfico Brasileiro[252]
- Membro do Supremo Conselho Militar e de Justiça[251]
- Ajudante de campo do Imperador[157]
- Veador do Imperador[251]